# طنطا
طَنطَا مدينة مصرية وعاصمة محافظة الغربية وإقليم الدلتا، وهي تاسع أكبر المدن في مصر حسب السكان وثالث أكبر مدن الدلتا من حيث المساحة والسكان (بعد المنصورة والمحلة الكبرى). تقع طنطا وسط دلتا النيل على بُعد 93 كم شمال القاهرة و120 كم جنوب شرق الإسكندرية، لذا فهي محورٌ حيويٌّ للطرق والسكة الحديد الرابطة بين مدن المحافظة والدلتا كلها، وبين القاهرة والإسكندرية.
طنطا ذات شهرة واسعة بسبب مولد أحمد البدوي الذي يقام في شهر أكتوبر ويستقبل ما يربو عن مليون شخص، كما تشتهر بصناعات الحلوى والمسليات (الحمص وحب العزيز) والزيوت والصابون والكتان والنسيج وهي مركزٌ تجاريٌّ مهمٌ لأسواق المحافظة. تحتضن المدينة جامعة طنطا وفرعًا لجامعة الأزهر، وهما الوحيدتان في المحافظة وفيهما العديد من الكليات في تخصصاتٍ مختلفةٍ، وأيضا المعهد الأحمدي الذي له باع طويل في تخريج أصحاب العلوم الشرعية.
تعود طنطا حسب الأدلة الأثرية إلى العصر الفرعوني المتأخر، وثبت أنها عُرفت بأسماء عدة عبر تاريخها حتى وصلت للاسم الحالي مثل طانيطاد وطنتثنا وطنتتا. شهدت المدينة قفزة عمرانية هائلة في القرنين الأخيرين وبالأخص في فترة حكم الخديوي إسماعيل، وتضخمت في الفترة من خمسينيات القرن العشرين وحتى السبعينيات ابتعلت فيها الكثير من الأراضي الزراعية وقرى قحافة وسيجر وستوتة واتصل عمرانها بقرى سبرباي ومحلة مرحوم وميت حبيش البحرية وكفر عصام.

## التسمية
اسم المدينة الحالي مُحرّفٌ من اسمها القبطي القديم طانيطاد (Tantant) لكنه مر بعدة مراحل حتى ظهر الاسم الحالي، فقد ذكرها ابن حوقل (المتوفى عام 380 هـ) في كتابه صورة الأرض باسم «طنتتا»، وذكرها الإدريسي (المتوفى عام 560 هـ) في كتابه نزهة المشتاق في اختراق الآفاق باسم «طنطنة».
ذكرها ابن مماتي (المتوفى عام 606 هـ) في كتابه قوانين الدواوين باسم «طندتا». ذكرها ابن جبير الأندلسي (المتوفى عام 614 هـ) في رحلته باسم «طندتة»، وعند ياقوت الحموي (المتوفى عام 626 هـ) باسم «طنتثنا». وجاءت عند ابن دقماق (المتوفى عام 709 هـ) باسم «طندتا». وتعرف طنطا أيضا بمدينة شيخ العرب ومدينة البدوي.

## التاريخ

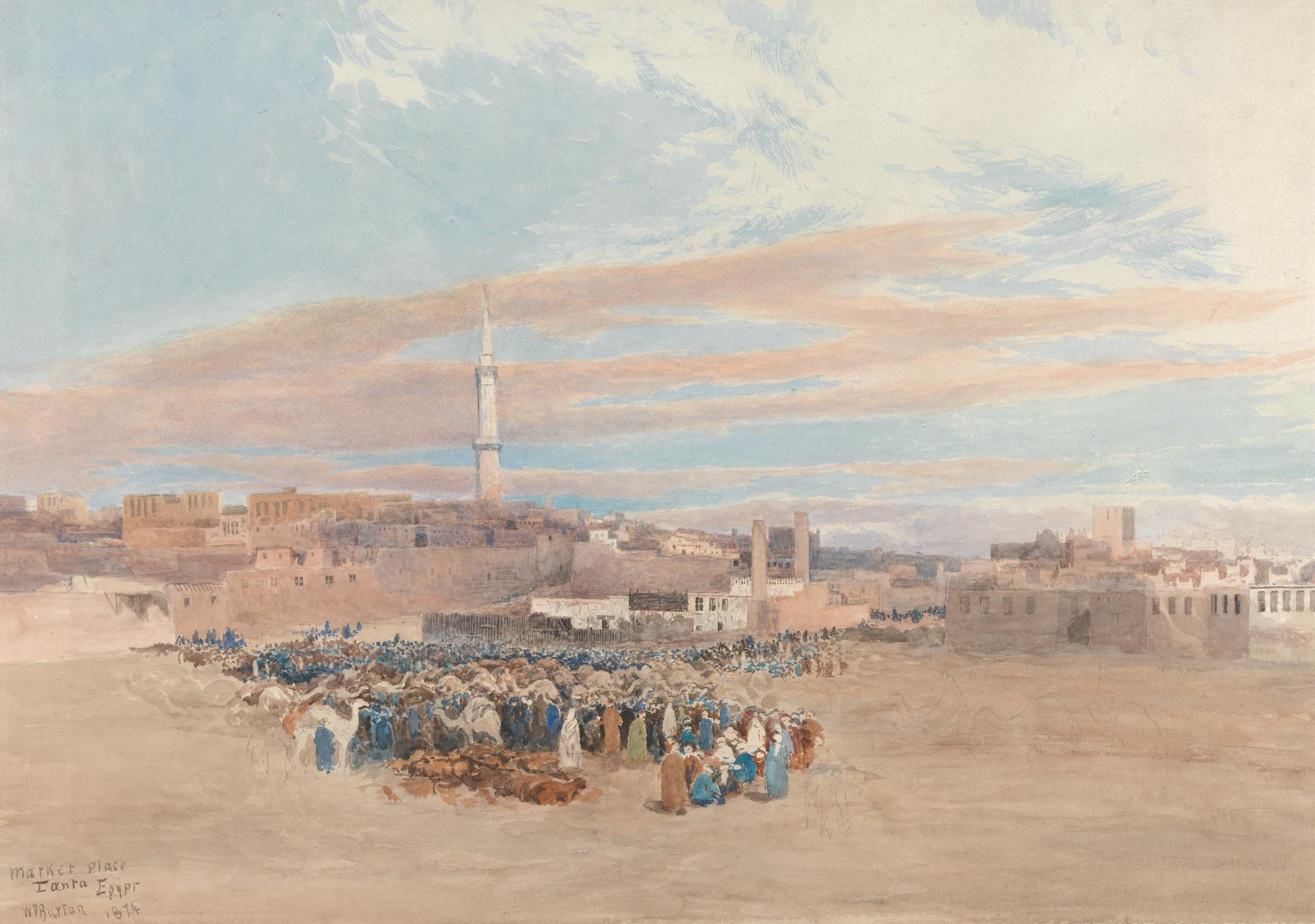
رسم لسوق في طنطا لوليام باتون بيرتون (1874)

تشير الأدلة الأثرية إلى أن منطقة طنطا الحالية سُكنت في عهد الأسرة السادسة والعشرين. إذ عُثر بالقرب من مسجد السيد البدوي على كتلة من الجرانيت الأحمر تحمل اسم الملك أحمس الثاني (570-526 ق.م)، والراجع أنها في ذلك العهد كانت تعرف باسم تناسو أو طناسو. أسماها الإغريق في القرن الرابع قبل الميلاد «تانيتاد» وفي عصر الرومان عرفت باسم «طنتثنا» وكان لها مجلس للأعيان. اقترح عالم المصريات الفرنسي جورج دارسي (1864-1938) أن المدينة كانت تعرف في العصر الإغريقي باسم تاوا وربما تاووا أو تافا باللاتينية. أُطلق عليها طو في العصر البيزنطي وكان بها أسقفية كبيرة.

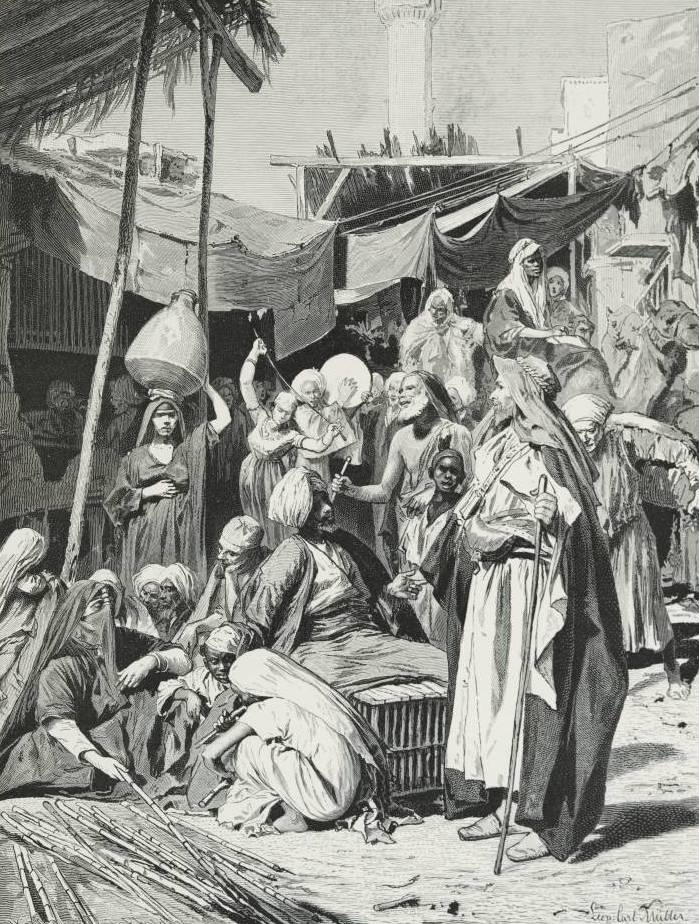
رسم لسوق مزدحم في طنطا للرسام النمساوي ليوبولد مولر (1878)

وقت الفتح الإسلامي لمصر كان اسمها «طانيطاد» ثم عُرب الاسم إلى «طنتدا» ولكنها كانت قليلة الأهمية حتى القرن الخامس الهجري عندما أصبحت قصبة كورة الطندتاوية وذلك في عهد المستنصر بالله الفاطمي وعين عليها واليًا يتولى أمرها، ثم استبدل هذا التقسيم بالكورة الكبرى والذي أصبحت فيه طندتا تتبع لعمل الغربية وقاعدته المحلة. اتساع عمران القرية في عهد صلاح الدين الأيوبي حتى بلغت مساحتها 100 فدان، عادت للقرية أهميتها بعد استقرار أحمد البدوي ثالث أقطاب الصوفية بها عام 634 هـ أو 637 هـ، بسبب أن مولد جعل من المدينة مركز تجاري مهم به مختلف الصنوف وهو أمر دفع الحكام للاهتمام بها وبخلفاء الطريقة الأحمدية. اهتم الوالي علي بك الكبير بالمدينة فشرع في بناء مسجد البدوي الحالي وصرف رواتب لمن به للمدرسين والطلاب وأقام بالمدينة حوانيت للتجار، وظهرت بها في ذلك العهد العديد من الوكالات والخانات وصنوف تجارية مختلفة مثل الأقمشة الهندية والبن اليمني.
غزت الحملة الفرنسية مصر في عام 1798 وبعد أن أحكمت السيطرة على القاهرة سارت إلى الوجه البحري لتحكم السيطرة عليه أيضا وتجمع الضرائب، فوصلت كتيبة فرنسية بقيادة الجنرال لو فيفر إلى طنطا في 7 أكتوبر 1798 وأمرت حاكمها سليم الشوربجي بأن يرسل لهم أربعة من أعيان المدينة رهائن لضمان ولاء السكان ومنع أي ثورة ضدهم، تزامن ذلك مع اكتظاظ المدينة بالزوار بسبب احتفالات المولد. استغل سليم الوضع وأرسل أربعة من أئمة مسجد أحمد البدوي لتحفيز الحشود المشاركة في المولد على التصدي للكتيبة الفرنسية وهو ما حدث فأجبرت تلك المقاومة الكتيبة على الانسحاب من المدينة. جُعل يوم التصدي هذا العيد القومي لمحافظة الغربية.
جنح نابليون إلى الحكمة وقال لوفجير «وأعتبر تخريب هذا المكان المقدس في نظر الشرق كارثة كبرى»، فأمره بعدم التعرض للمساجد والمقامات التي بالمدينة. فعادت القوات الفرنسية على البلدة بعد ثلاثة أيام فحاصروا المدينة وضربوها بالمدافع ثم دخلوا البلد وقبضوا على خدمة ضريح السيد البدوي ثم ارتحلوا عن البلد، بعد مدة نزلت طائفة من الفرنسين في المدينة وقررت 51 ألف ريال فرنسي على خدام الضريح ومئة ألف على أهل البلد. وغير الفرنسيون من تبعية طنطا فنقلوها إلى إقليم المنوفية.
قدر علماء الحملة الفرنسية عدد سكان المدينة بنحو عشرة آلاف نسمة في ذلك العهد وذكروا أن بها 12 وكالة، زارها الرحالة التركي أوليا جلبي أثناء جولته بمصر وقال أنها تضم 1500 دار و8 جوامع و32 مسجدًا و7 مكاتب و7 خانات وذكر قبر البدوي وعمارته. أعاد محمد علي باشا تقسيم الدلتا في عام 1813 وفيه عادت إدارة طنطا إلى إقليم الغربية (كان يشمل ثلثي أراضي الدلتا) الذي أصبح لاحقًا مديرية الغربية، وجعلت عاصمة لخط فيه 12 قرية.
أصبحت المدينة قاعدة مديرية الغربية في عام 1836 بدلًا من المحلة، وعاصمة مديرية روضة البحرين التي أنشئت ثلاث مرات الأولى من عام 1856 إلى 1867 وسنة واحدة هي 1866 ولمدة شهر في عام 1874، كانت تلك المديرية تشمل كل بلاد الدلتا ما عدا دمياط. ازدهرت المدينة في فترة تصدير القطن في القرن التاسع عشر إذ كانت مركزًا صناعيًا وتجاريًا للقرى المحيطة بها وهاجر إليها في ذلك الوقت الكثير من المصريين والأجانب مثل الشوام واليهود والإنجليز والطليان والفرنسيين.
كانت طنطا كما ذكر على مبارك باشا في عام 1888 ميلاي «عديمة الانتظام ضيقة الحارات غير محكمة البناء» ولكن تغيرت المدينة في عهد الخديوي إسماعيل فوسعت في عهده شوارعها وعين لها مهندس تنظيم ومديرًا للصحة وبلغت مساحة المدينة 180 فدانًا. وأسست بها عدد من دور التعليم مثل مدرس القديس لويس ومدرسة الراهبات ومدرسة الإرسالية الأمريكية ومدرسة طنطا الثانوية، أسس الاليانس الإسرائيلي مدرسة له بالمدينة سنة 1905 ضمت في عامها الأول 220 تلميذ.
اشتعلت المدينة في ثورة 1919 فكثرت بها حالات قطع السكة الحديدية وخطوط التلغراف وخرجت بها عدة مظاهرات مثل مظاهرة يوم 12 مارس التي أطلقت فيها القوات البريطانية الرصاص على المتظاهرين العزّل لتقتل 16 شخص وتجرح 49 أخرين، ومظاهرة يوم 18 نوفمبر التي بلغ عدد من فيها 40 ألف شخص، وكانت الحكومة قد فرضت شرط الحصول على جواز سفر رسمي لمن أراد السفر للمدينة.

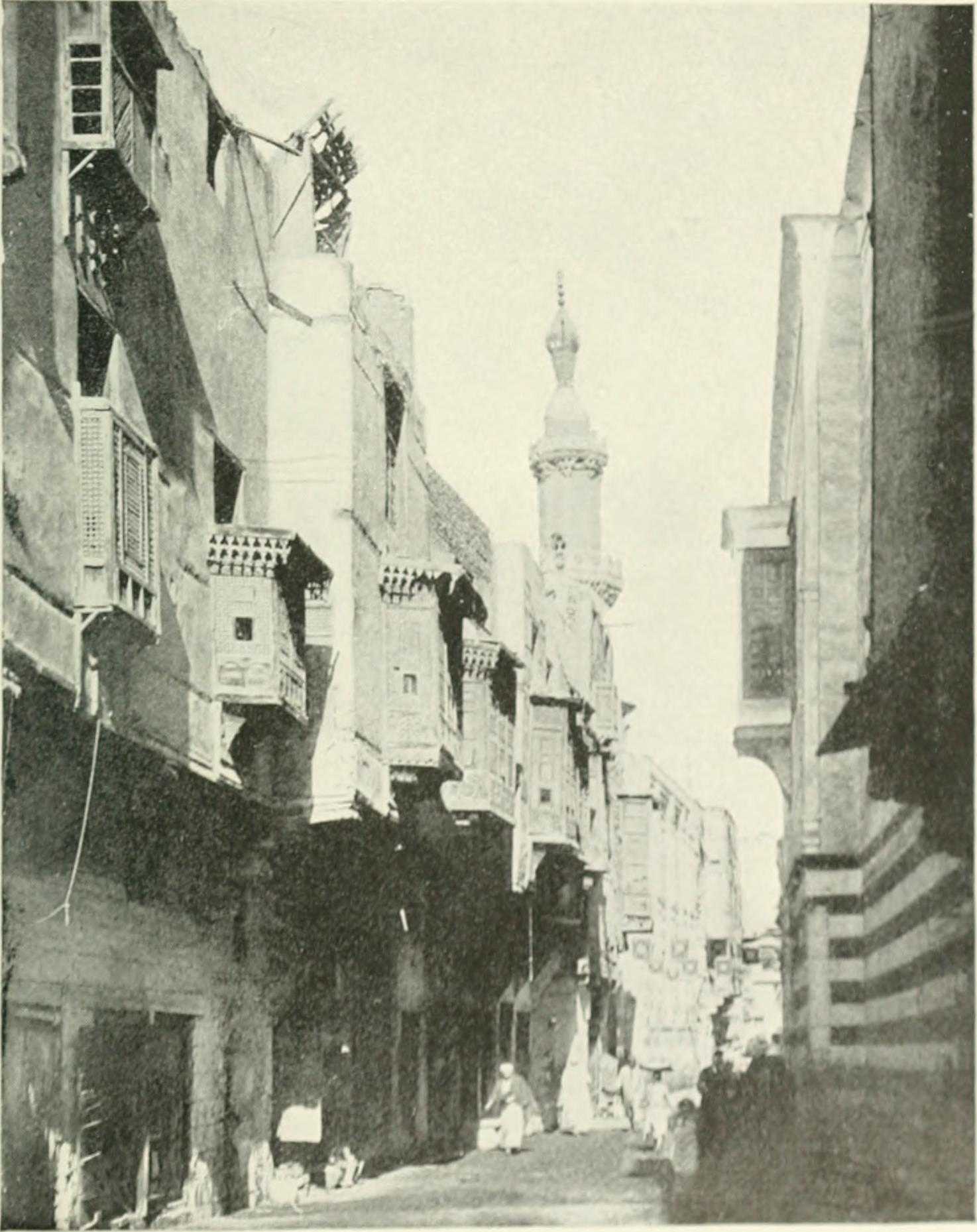
صورة قديمة لشارع بطنطا من سنة 1896

استصدر السلطان حسين كامل في 19 مايو 1921 مرسومًا بتشكيل الوفد الرسمي للمفاوضات مع البريطانيين برئاسة عدلي يكن، هذا المرسوم لم يعجب سكان المدينة فتظاهرت تلميذات مدارس المدينة احتجاجا عليه في 20 مايو 1921 وطالبوا بوضع سعد زغلول على رئاسة المفاوضات وطاف متظاهرون أخرون بشوارع المدينة في مساء ذلك اليوم، وأغلقت المحلات والمصانع والمقاهي في اليوم التالي 21 مايو وقامت مظاهرة كبيرة وأرسل أعيان المدينة تلغرافات إلى الحكومة بمطلبهم هذا.
كانت طنطا واحدة من المدن في وجه بحري التي شهدت مظاهرات في ثورة 1935 التي طالبت بعودة العمل بدستور 1923 وبخروج الإنجليز من مصر. أطلق طلاب المعهد الأحمدي شرارة المظاهرات في يوم 13 نوفمبر وهتفوا بحياة مصر وبالدستور وبالملك وبسقوط الإنجليز وانضم إليهم فريق من طلبة المعاهد الأخرى وتطور المشهد حتى اشتبكوا مع الشرطة فنتج عن ذلك مقتل أحد المتظاهرين وإصابة 45 جندي و35 من الأهالي. خرجت مظاهرة أخرى سلمية في يوم 18 نوفمبر وأغلق أهل المدينة كلهم محالهم احتجاجًا على أحداث 13 نوفمبر بعد أسبوع من وقوعها، وخرجت مظاهرة يوم 3 ديسمبر وأخرى يوم 8 ديسمبر وأضربت جميع مدارس المدينة يوم 10 ديسمبر. عمت مشاهد الفرح المدينة في يومي 14 و15 ديسمبر عندما تحقق مطلب المتظاهرين بإعادة استخدام دستور 1923.
تجددت المظاهرات في يناير 1936 غير أنها اتسمت بالعنف وكلها بدأها طلاب المدارس فأغلقت وزارة التعليم مدرسة طنطا الثانوية وأغلق مجلس الأزهر الأعلى المعهد الأحمدي وفصل بعض من الطلاب الذين شاركوا بالمظاهرات واستمرت أجواء الاضطراب حتى شكلت وزارة علي ماهر باشا الأولى. ضمت قريتا قحافة وكفر سيجر إلى المدينة في عام 1960 فصلًا عن المركز لاتصال بنيانهما بالمدينة. لم تكن المدينة بعيدة عن ثورة 2011 فخرجت بها مظاهرات ضمت ألاف المحتجين، ومظاهرات لمختلف التيارات في عام 2013 سواء كانت داعمة لنظام محمد مرسي أو ضده.

## جغرافيا

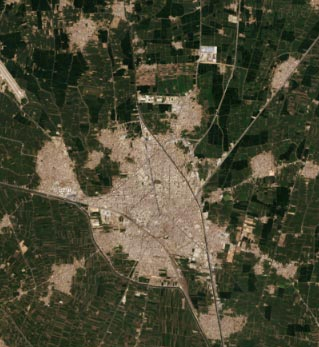
صورة فضائية لطنطا والقرى المحيطة بها في عام 2021 من قمر لاندسات 8

تقع مدينة طنطا وسط دلتا النيل في شمال مصر جنوب محافظة الغربية في موقع متوسط بالنسبة للقاهرة والإسكندرية وأغلب مدن الدلتا، تربة المدينة (مثل بقية الدلتا) تربة سوداء طينية رسوبية متشكلة من طمي النيل. ساعد هذا الواقع السهل في النمو العمراني للمدينة واتصالها مع القرى المجاورة. يحد المدينة من الشمال والشرق ترعة القاصد ومن الغرب والجنوب قناة طنطا الملاحية، فيما سبق كانت الترع تكثر في عمران المدينة الحالي مثل ترعة الجعفرية التي كانت تخترق المدينة.
شهدت المدينة طفرة عمرانية كبرى في فترة 1947-1976 التي انتشر بها العمران العشوائي على أطرافها الزراعية بفعل الهجرة الريفية إليها وتوافر الفرص الوظيفية وتطور الطرق السريعة ووسائل النقل الحديثة التي حفّزت البناء حولها. وقد اتجه أكثر العمران نحو الشمال والغرب المنبسط القريب من طريق القاهرة الإسكندرية الزراعي، وامتد العمران جنوبًا فاتسعت كفرة ستوتة التي أقيمت فيها كثير من المباني والمساكن والورش وكفرة العجيزي حتى اتصل عمرانهما بعمران كفر سيجر، مما استدعى ضمها للمدينة هي وقرية قحافة في الشمال في عام 1960.
كان الامتداد الجنوب الشرقي هو أقل الاتجاهات عمرانًا لسوء الخدامات فيه وقربه من المقابر وورش السكة الحديد تعوق توسع العمران فيه، وحتى توطنت به الصناعة لرخص سعر أرضيه التي جلبت مهاجرين من الريف إلى المنطقة مع سكان القناة الذين هجروا عقب حرب 1967. توسعت المدينة في فترة 1976-86 حتى وصلت إلى سبرباي التي بُني فيها مجمع كليات طنطا وكليات للأزهر ومبنى للإذاعة والتلفزيون ومحلة مرحوم وميت حبيش البحرية التي لا يفصلها عن طنطا سوى ترعة القاصد، مدفوعًا بالزيادة السكانية وارتفاع مستوى المعيشية وظهور تأثير المهاجرين إلى الخليج، وما زالت تلك القرى تستقطب السكان للعمل أو الإقامة وهي الوجهة الأساسية للأنشطة التجارية والتعليمية.
تعاني المدينة من عدة أشياء منها الاعتداء على الأراضي الزراعية الخصبة وتدهور قلب المدينة القديم وغياب الخدمات السكانية وتلوث البيئة لأسباب عدة منها افتقار المحافظة عمومًا لظهير صحراوي تُفرغ فيها الزيادة السكانية وضعف الرقابة على العمران وغياب التنسيق بين الجهات التنفيذية.

### النواة القديمة

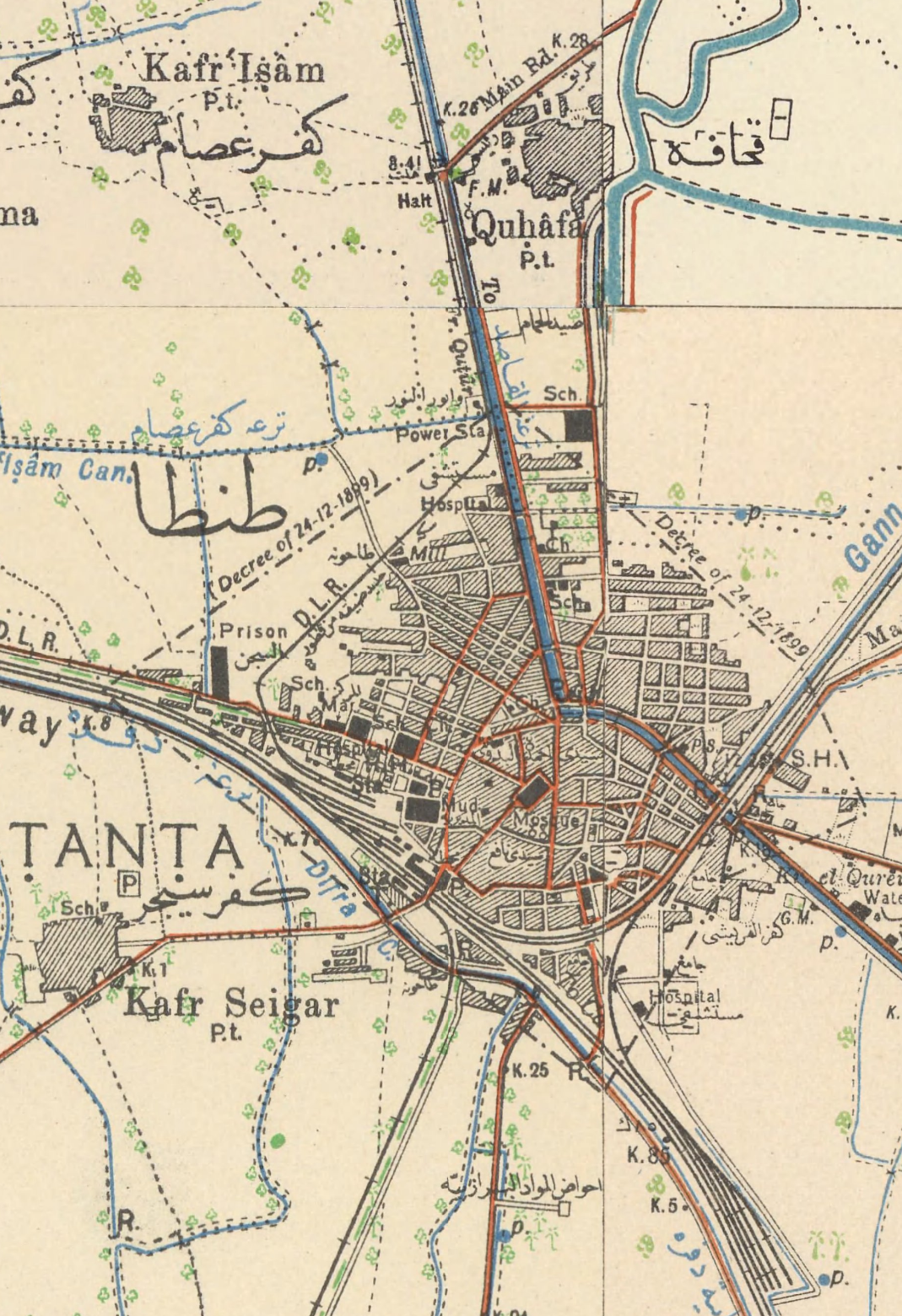
خريطة لطنطا مُسحت سنة 1901 من إنتاج مصلحة المساحة

يرتفع قلب المدينة عن الأراضي الزراعية المحيط بها بقرابة 3 أمتار، ويرجع ذلك لأن المدينة مبنية على أكوام قديمة. كانت المدينة في العصور الوسطى تقتصر على الداير المحيط بالمسجد الأحمدي تحده الترع من الشرق والجنوب وتحيط بها أسوار عالية. توسعت المدينة خارج الأسوار في عهد الخديوي إسماعيل فبني حي جديد غرب النواة القديمة، كان فيه ديوان مديرية الغربية والعديد من المباني الحكومية والقصور وأربع قنصليات أجنبية (إيطالية وفرنسية وفارسية ويونانية). ثم بُني فيها محالج وشون للقطن شمال النواة القديمة للمدينة. أما الآن فيقل ويتراجع عدد السكان هذه المنطقة بسبب العائد التجاري الأعلى للأرض من العائد السكاني ويتجه سكانها للعيش في أطراف المدينة.
امتد عمران النواة أيضا شرقًا بشكل عشوائي إلى الكفرة الشرقية وكفر القرشي، وفي الشمال كفر الكردي (كفر على آغا الكردي) وكفر طاهر وكفر غريب وظهرت الكفرة البحرية في الغرب، وجد كفرة الشيخ سليم وكفرة إبراهيم المصري جنوب خط السكة الحديد مكان كفر ستوتة حاليًا.

### الزيادة المساحية
تتفاوت تقديرات مساحة المدينة حسب الجهة المُقدرة لمساحتها وفيما يلي بعض من تلك التقديرات. ذكر الجهاز المركزي للتعبئة العامة والإحصاء أن مساحة المدينة بلغت مساحة 909 فدان في عام 1937 ثم وصلت إلى 1515 فدان في عام 1970 ووصلت إلى 8,81 كم2 في 1976. قدرت مساحتها بقرابة 3604 فدان في عام 2007 منها نحو 1258.57 فدان مُخصصة للسكن و547.31 فدان للخدمات والمرافق و181.52 فدان للأنشطة الاقتصادية.
قدرت مساحتها بنحو 19.04 كم2 في عام 2006 و23.26 كم2 في عام 2013. وصلت مساحتها إلى 20.2 كيلومتر مربع أي 6.1% من مساحة مركز طنطا في عام 2019 شكلت المناطق السكنية 30.8% منها والزراعية 23.6% بينما يقتصر الاستخدام التعليمي على 3.5% والصحي على 0.7%.

### المناخ
تمتاز طنطا بمناخ دافئ شتاء حار صيفًا وهو معتدل نسبيًا طوال العالم، تعتبر الانخفاضات الجوية الشتوية والربيعية أهم ظاهرة مناخية تمر بالمدينة فهي سبب سقوط الأمطار بها وهبوب رياح الخماسين. إذ يبلغ المتوسط السنوي لمعدل الهطول بها 4.39 مم. كما يبلغ متوسط الرطوبة النسبية السنوي 66.0% في عام 2023.

أدنى درجة حرارة سُجلت بالمدينة كانت −2 °م (28 °ف) في يوم 4 يناير 1937 ويوم 9 فبراير 1950، وأعلها كانت 46.8 °م (116.2 °ف) في يوم 10 مايو 1942 والذي ارتفعت درجة الحرارة فيه 15 °م (59 °ف) في ساعات أثناء مرور منخفض جوي فوق المدينة. جو المدينة ساكن أغلب السنة وإن هبت بها رياح فتكون رياح شمالية أو غربية.
| البيانات المناخية لـطنطا، مصر                                     | البيانات المناخية لـطنطا، مصر | البيانات المناخية لـطنطا، مصر | البيانات المناخية لـطنطا، مصر | البيانات المناخية لـطنطا، مصر | البيانات المناخية لـطنطا، مصر | البيانات المناخية لـطنطا، مصر | البيانات المناخية لـطنطا، مصر | البيانات المناخية لـطنطا، مصر | البيانات المناخية لـطنطا، مصر | البيانات المناخية لـطنطا، مصر | البيانات المناخية لـطنطا، مصر | البيانات المناخية لـطنطا، مصر | البيانات المناخية لـطنطا، مصر |
| الشهر                                                             | يناير                         | فبراير                        | مارس                          | أبريل                         | مايو                          | يونيو                         | يوليو                         | أغسطس                         | سبتمبر                        | أكتوبر                        | نوفمبر                        | ديسمبر                        | المعدل السنوي                 |
| ----------------------------------------------------------------- | ----------------------------- | ----------------------------- | ----------------------------- | ----------------------------- | ----------------------------- | ----------------------------- | ----------------------------- | ----------------------------- | ----------------------------- | ----------------------------- | ----------------------------- | ----------------------------- | ----------------------------- |
| الدرجة القصوى °م (°ف)                                             | 29.2 (84.6)                   | 32.0 (89.6)                   | 36.8 (98.2)                   | 41.6 (106.9)                  | 45.3 (113.5)                  | 44.7 (112.5)                  | 41.5 (106.7)                  | 42.5 (108.5)                  | 41.2 (106.2)                  | 38.7 (101.7)                  | 35.6 (96.1)                   | 28.2 (82.8)                   | 45.3 (113.5)                  |
| متوسط درجة الحرارة الكبرى °م (°ف)                                 | 18.7 (65.7)                   | 19.4 (66.9)                   | 22.1 (71.8)                   | 27.1 (80.8)                   | 31.0 (87.8)                   | 33.6 (92.5)                   | 33.1 (91.6)                   | 32.7 (90.9)                   | 31.6 (88.9)                   | 29.2 (84.6)                   | 24.2 (75.6)                   | 20.3 (68.5)                   | 26.9 (80.4)                   |
| المتوسط اليومي °م (°ف)                                            | 12.0 (53.6)                   | 12.8 (55.0)                   | 14.5 (58.1)                   | 18.4 (65.1)                   | 22.1 (71.8)                   | 25.4 (77.7)                   | 26.0 (78.8)                   | 25.8 (78.4)                   | 24.2 (75.6)                   | 21.6 (70.9)                   | 17.5 (63.5)                   | 13.5 (56.3)                   | 19.5 (67.1)                   |
| متوسط درجة الحرارة الصغرى °م (°ف)                                 | 6.5 (43.7)                    | 6.6 (43.9)                    | 7.8 (46.0)                    | 11.2 (52.2)                   | 14.3 (57.7)                   | 17.3 (63.1)                   | 19.7 (67.5)                   | 19.7 (67.5)                   | 17.8 (64.0)                   | 15.3 (59.5)                   | 11.5 (52.7)                   | 8.0 (46.4)                    | 13.0 (55.4)                   |
| أدنى درجة حرارة °م (°ف)                                           | 0.2 (32.4)                    | 0.4 (32.7)                    | 0.8 (33.4)                    | 4.6 (40.3)                    | 8.3 (46.9)                    | 12.0 (53.6)                   | 14.8 (58.6)                   | 16.4 (61.5)                   | 13.7 (56.7)                   | 9.1 (48.4)                    | 5.0 (41.0)                    | 1.6 (34.9)                    | 0.2 (32.4)                    |
| الهطول مم (إنش)                                                   | 13 (0.5)                      | 8 (0.3)                       | 7 (0.3)                       | 3 (0.1)                       | 2 (0.1)                       | 0 (0)                         | 0 (0)                         | 0 (0)                         | 0 (0)                         | 2 (0.1)                       | 4 (0.2)                       | 12 (0.5)                      | 51 (2.1)                      |
| متوسط أيام هطول الأمطار (≥ 1.0 mm)                                | 1.7                           | 0.9                           | 0.9                           | 0.5                           | 0.2                           | 0.0                           | 0.0                           | 0.0                           | 0.0                           | 0.3                           | 0.6                           | 1.5                           | 6.6                           |
| متوسط الرطوبة النسبية (%)                                         | 72                            | 69                            | 68                            | 60                            | 57                            | 58                            | 66                            | 71                            | 69                            | 67                            | 70                            | 71                            | 66.5                          |
| ساعات سطوع الشمس الشهرية                                          | 205.6                         | 198.8                         | 256.7                         | 280.3                         | 325.1                         | 357.9                         | 332.6                         | 342.8                         | 280.5                         | 278.0                         | 229.7                         | 205.3                         | 3٬293٫3                       |
| المصدر #1: الإدارة الوطنية للمحيطات والغلاف الجوي                 |                               |                               |                               |                               |                               |                               |                               |                               |                               |                               |                               |                               |                               |
| المصدر #2: سجل الأرصاد الجوية لدرجات الحرارة القياسية (1961-1990) |                               |                               |                               |                               |                               |                               |                               |                               |                               |                               |                               |                               |                               |

## الإدارة والتقسيم

خريطة الوحدات المحلية بمركز طنطا

تنقسم المدينة إلى حيَّين (أول وثاني) وهي قاعدة مركز طنطا الذي به 13 وحدة محلية و48 قرية. يرأس المدينة ومركز محمد أبو سليم منذ 20 يوليو 2024 (382)، ويرأس السيد المحلاوى حي ثاني ويرأس الحي الأول ممدوح النجار.
أسس قسم طنطا سنة 1826 ثم نقل ديوانه إلى قرية محلة منوف وأصبح يعرف بمركز محلة منوف ثم عادت إدارته إلى طنطا في عام 1884. فصلت مدينة طنطا عن المركز وسميت مأمورية بندر طنطا في عام 1890، ثم بسبب كثافة سكان المنطقة وكثرة أعمالها قسمت المأمورية إلى التقسيم الحالي وذلك في عام 1912.
عين للمدينة مهندس تنظيم في عهد الخديوي إسماعيل في سنة 1878 ثم وضع لها مجلس مديرية في سنة 1883 وبعدها بعشر سنوات في سنة 1893 صدر أمر بإنشاء مجلس تنظيم للمدينة ثم شكل قومسيون محلى في سنة 1905 تغير اسمه إلى المجلس البلدي المختلط في سبتمبر 1924 وأخيرا تكون مجلس مدينة طنطا في سنة 1960.

### الشياخات

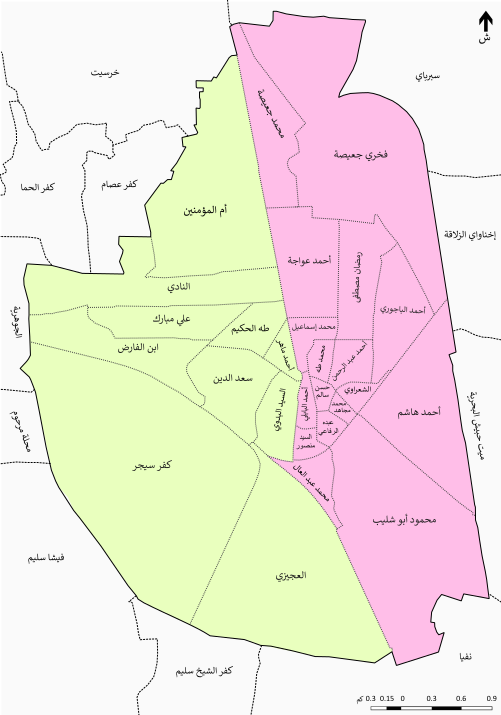
شياخات المدينة، حي أول باللون الأصفر وحي ثان باللون الزهري

يوجد بمدينة طنطا 27 شياخة 10 شياخات منها في حي أول و17 شياخات في حي ثاني و6 شياخات في قسم شرطة ثالث. سابقًا كانت المدينة مقسمة 15 شياخة سبعة منها بحي أول (البورصة والدواوين وسيجر والمحاطة ومرزوق والساعة ووابور النور) وثمانية بحي ثان (السلخانة والعمري والكفرة الشرقية والملجأ وصبري وعلي أغا وقحافة وخارج الكردون).
| حي أول       | حي أول            | حي ثان          | حي ثان            | حي ثان         |
| قسم أول      | قسم أول           | قسم ثان         | قسم ثان           | قسم ثالث       |
| الشياخة      | عدد السكان (2018) | الشياخة         | عدد السكان (2018) | قسم ثالث       |
| ------------ | ----------------- | --------------- | ----------------- | -------------- |
| السيد البدوي | 7407              | أحمد البابلى    | 1393              | بحري سبرباي    |
| سعد الدين    | 9924              | محمد مجاهد      | 2019              | قبلي سبرباي    |
| أحمد ماهر    | 3671              | حسن سالم        | 1439              | الجامعة        |
| طه الحكيم    | 10,819            | عبده الرفاعى    | 2750              | شرق الاستاد    |
| على مبارك    | 17,747            | السيد منصور     | 3686              | غرب الاستاد    |
| النادي       | 21,762            | محمد عبد العال  | 3625              | كفر عصام البلد |
| أم المؤمنين  | 30,441            | محمود أبو شليب  | 47,723            | ـــــ          |
| ابن الفارض   | 18,294            | أحمد هاشم       | 46,141            | ـــــ          |
| سيجر         | 109,133           | أحمد عبد الرحمن | 14,675            | ـــــ          |
| العجيزي      | 52,000            | محمد طه         | 3801              | ـــــ          |
| ـــــ        | ـــــ             | رمضان مصطفى     | 12,125            | ـــــ          |
| ـــــ        | ـــــ             | الشعراوي        | 2346              | ـــــ          |
| ـــــ        | ـــــ             | أحمد الباجوري   | 25,614            | ـــــ          |
| ـــــ        | ـــــ             | محمد إسماعيل    | 3920              | ـــــ          |
| ـــــ        | ـــــ             | أحمد عواجة      | 14,814            | ـــــ          |
| ـــــ        | ـــــ             | فخري جعيصة      | 46,524            | ـــــ          |
| ـــــ        | ـــــ             | محمد جعيصة      | 14,880            | ـــــ          |
| المجموع      | 281,198           | المجموع         | 247,474           |                |

### الوحدات المحلية
تبلغ مساحة مركز طنطا 330.934 كم2 ويتبعه 13 وحدة محلية مع مدينة طنطا هي نواج وبرما ودفرة واخناواى الزلاقة ومحلة مرحوم وشوني ومحلة منوف والرجدية وشوبر وفيشا سليم وسبرباي وصناديد وميت حبيش البحرية.

## الاقتصاد

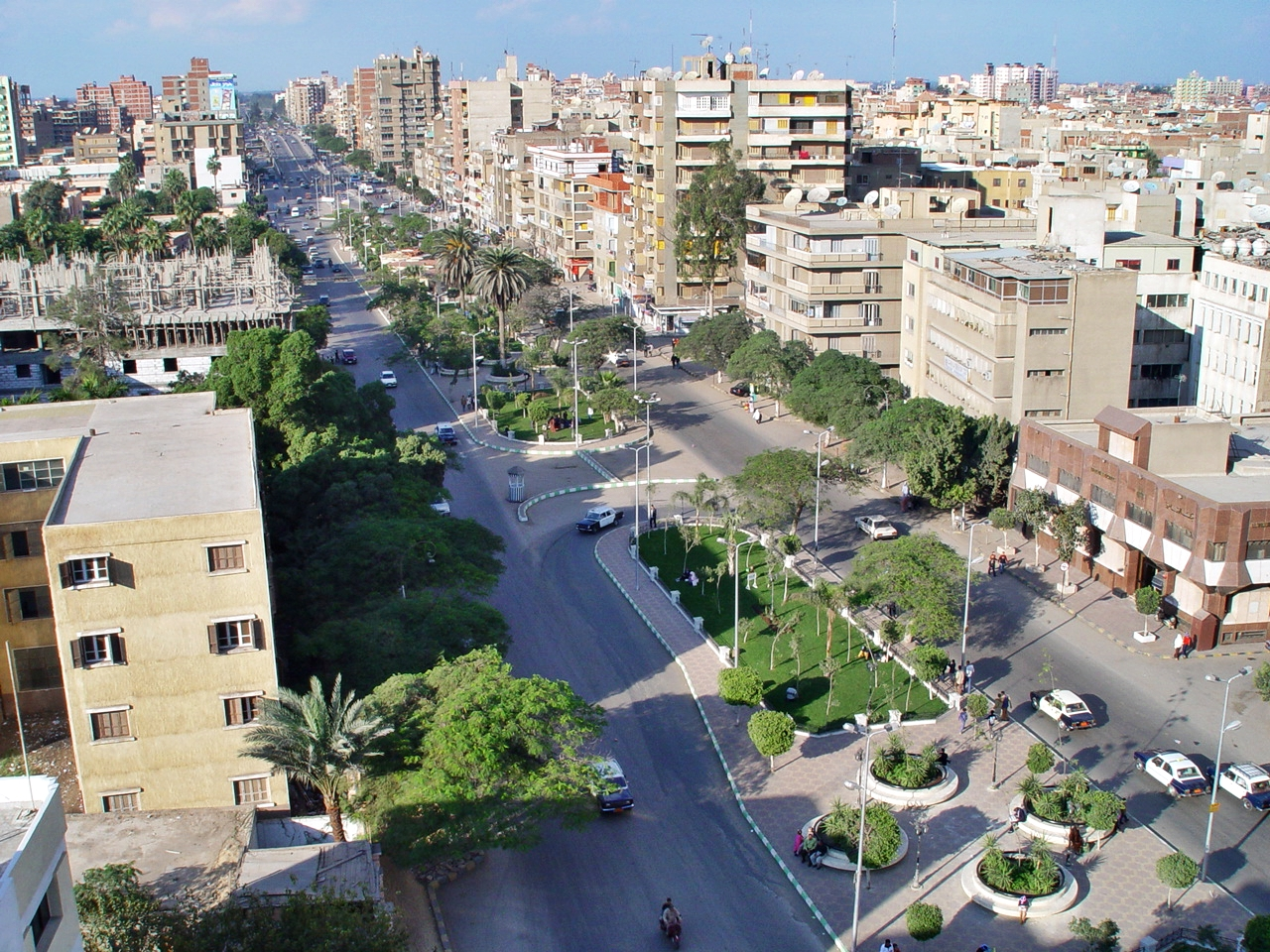
شارع البحر (الجيش) شريان المدينة

ساعد الموقع المدينة المتوسط على زيادة توطين الصناعات بها كما بسبب أنها عاصمة محافظة الغربية فتتركز بها الصناعات والخدمات التي تخدم المدن الأخرى وموقعها وسط الأراضي الزراعي جعل منها مركزًا لتجارة المحاصيل الزراعية. بلغت القوى العاملة بالمدينة 143,060 في عام 2019 وهو ارتفاع بنسبة 24.2% من 115,226 في عام 1996.
القطاع الأكبر من السكان يعمل في قطاع الخدمات بعدد 85,316 فرد بنسبة 59.6% في عام 2019، ارتفع عدد العاملين بهذا القطاع عن عددهم في عام 2017 ولكن قلت نسبتهم التي كانت تبلغ 59.9%.

### الصناعة
اقصرت المصادر حول الصناعة القديمة بالمدينة على ذكر قماش الكركة الكتاني الذي كان يُصدّر إلى سوريا. أما عصرنا الحالي فيوجد بالمدينة منطقة صناعية على طول شارع الجلاء فيها مصنع الدلتا للغزل وشركة مصر للألبان ومصنع طنطا للزيوت والصابون بالإضافة إلى العديد من مصانع القطاع الخاص بمختلف الصناعات والصناعات الخفيفة مثل الأسمدة والسكاكر والمبيدات الزراعية والمواد الغذائية، ومضارب الأرز ومحالج القطن.

### السياحة
يُعَدُّ مولد أحمد البدوي أحد أشهر الموالد في مصر، وقد اكتسب شهرته هذه منذ العصر المملوكي. قيل أن عدد زواره بلغ نحو مئة وخمسين ألف وقت الحملة الفرنسية وقيل بلغوا مئة ألف في مطلع القرن 19 ثم زاد إلى قرابة المليون في ستينيات ذلك القرن بعد ربط طنطا بالسكة الحديد، أما الآن فيقال أن العدد يتراوح بين مليون وثلاثة ملايين من زائر. يقام المولد لمدة أسبوع في شهر أكتوبر وسط إجراءات أمني مشددة ويجذب الآلاف من المتصوفة من جميع محافظات مصر. المولد هو موسم تجاري مهم يتجمع له البائعون، فيباع فيه قصب السكر والأرز باللبن والكشري والأعلام للزائر وتشهد فيه محلات الحلوى والمقاهي والمطاعم رواجًا كبيرًا.
أما أشهر مزار مسيحي بالمدينة فهي كنيسة مارجرجس القبطية الأرثوذكسية التي تأسست عام 1934 بمرسوم من الملك فؤاد الأول واكتمل إنشاؤها عام 1939، وهي أكبر كنيسة بطنطا. تعرضت هذه الكنسية لهجوم إرهابي ضمن تفجيرات أحد السعف قتل فيه 276 شخص وأصيب 176.

## السكان
طنطا مدينة ذات كثافة سكانية كبيرة وهي ثالث أكبر مدينة بالدلتا وتاسع أكبر مدينة بمصر، بلغ عدد سكانها 604,653 نسمة في تقدير يناير 2025، يرجع عدد السكان الكبير إلى سبيين رئيسين: الزيادة الطبيعية والهجرة من الريف إليها، إذ تعد طنطا أحد الوجهات الرئيسية للمهاجرين في الدلتا، حيث شكلت الهجرة 89,1% من الزيادة في عدد سكان المدينة في فترة 1996/1986، و93,1% في فترة 2006/1996.
تاريخيًا، بلغ عدد سكان طنطا نحو 10,500 نسمة حسبما ذكر علماء الحملة الفرنسية، واستمر عدد سكانها هذا بالتزايد حتى أصبحت ثالث أكبر مدن مصر بتعداد 1897 بعد القاهرة والإسكندرية وقبل المحلة، وظلت تحتفظ بهذه المرتبة لعشرين سنة. إلا أن بورسعيد تخطتها في تعداد 1917 ثم لحقتها الجيزة في تعداد 1947، وظل نموها السكاني يتباطأ مقارنة بالمدن الأخرى حتى أصبحت تاسع أكبر مدينة مصرية اليوم. وقد أدت هذه الزيادة السكانية المستمرة إلى اتساع عمران المدينة حتى اتصل بقرى وعزب قحافة وكفر عصام وسبرباي وكفر سيجر وكفر ستوتة والعجيزي القريبة منها. وأنشئت مشروعات إسكان شعبية للمساعدة في استيعاب هذه الزيادة السكانية في مناطق السلام ومساكن شوقي والطبري وشارع الكورنيش وقحافة الجديدة ومساكن السريع والعمرى وترعة الدفراوية والجانبية والاسطبلات الجديدة ومدينة الشباب.
| السنة | حي أول  | حي ثاني | المجموع |       | السنة    | حي أول   | حي ثاني | المجموع |
| ----- | ------- | ------- | ------- | ----- | -------- | -------- | ------- | ------- |
| 1882  | 33,750  | 33,750  | 33,750  | 1966  | غير مُبيّن | غير مُبيّن | 229,644 |         |
| 1897  | 57,289  | 57,289  | 57,289  | 1976  | 151,425  | 131,815  | 283,240 |         |
| 1907  | 54,437  | 54,437  | 54,437  | 1986  | 175,272  | 161,245  | 336,517 |         |
| 1917  | 74,195  | 74,195  | 74,195  | 1996  | 193,667  | 179,226  | 372,893 |         |
| 1927  | 46,967  | 43,049  | 90,016  | 2006  | 208,579  | 214,275  | 422,854 |         |
| 1937  | 51,568  | 43,692  | 95,260  | 2017  | 268,529  | 236,326  | 504,855 |         |
| 1947  | 74,265  | 65,661  | 139,926 | 2025  | 321,617  | 283,036  | 604,653 |         |
| 1960  | 101,171 | 83,128  | 184,299 | ـــــ | ـــــ    | ـــــ    | ـــــ   |         |

### الدين

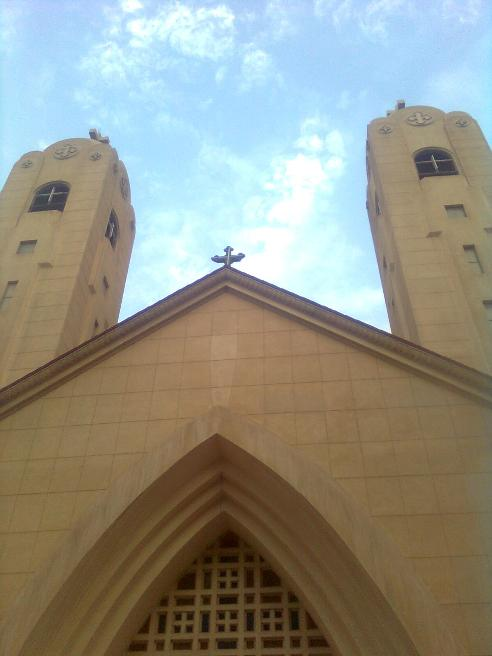
كنيسة ماري جرجس

معظم سكان طنطا مسلمون سنة مع وجود أقلية مسيحية أغلبها من الأقباط الأرثوذكس مثل باقي المدن المصرية. يوجد بالمدينة المقر الرئيسي للطريقة الأحمدية بالمسجد الأحمدي. بلغ عدد مسلمي المدينة 311,516 نسمة وعدد المسيحين 24,982 في تعداد عام 1986 من أصل 336,517 سكان بالمدينة وقتها. يرأس الطائفة الأرثوذكسية الأنبا بولا مطران طنطا وتوابعها. عاش بالمدينة فيما مضى جالية يهودية صغيرة بلغ عددها 943 نسمة في تعداد 1926. كان لهذه الجالية محفل يسمى أوهيل موشى، وثلاثة معابد هي كنيس المغارية وهو أقدمهم وكنيس أنشأه بخور موتون عام 1908 وأخر أقامته لونا بوتون عام 1924.
| مسجد حكومي | مسجد أهلي | مجموع المساجد | زاوية | كنيسة |
| ---------- | --------- | ------------- | ----- | ----- |
| 125        | 97        | 222           | 91    | 17    |

### الثقافة
بطنطا مكتبتين بارزتين أولاهما المكتبة الأحمدية المحلقة بالجامع الأحمدي، والتي تأسست عام 1898 في عهد الخديوي عباس حلمي الثاني بمجموعات الكتب التي كانت بحوزة مدرّسي الجامع. كان يوجد في المكتبة 10,200 كتاب و11,780 مجلد منها 1500 مخطوطة في سنة 1955 في شتى المجالات سوى الشرعية أو الأثرية. والأخرى هي دار الكتب التي أنشئت سنة 1913 ثم نقلت إلى موقعها الحالي بشارع الجيش سنة 1960 وبها 292 مخطوطة.

## البنية التحتية

### التعليم

مدرسة الجلاء التجريبية المتكاملة بطنطا

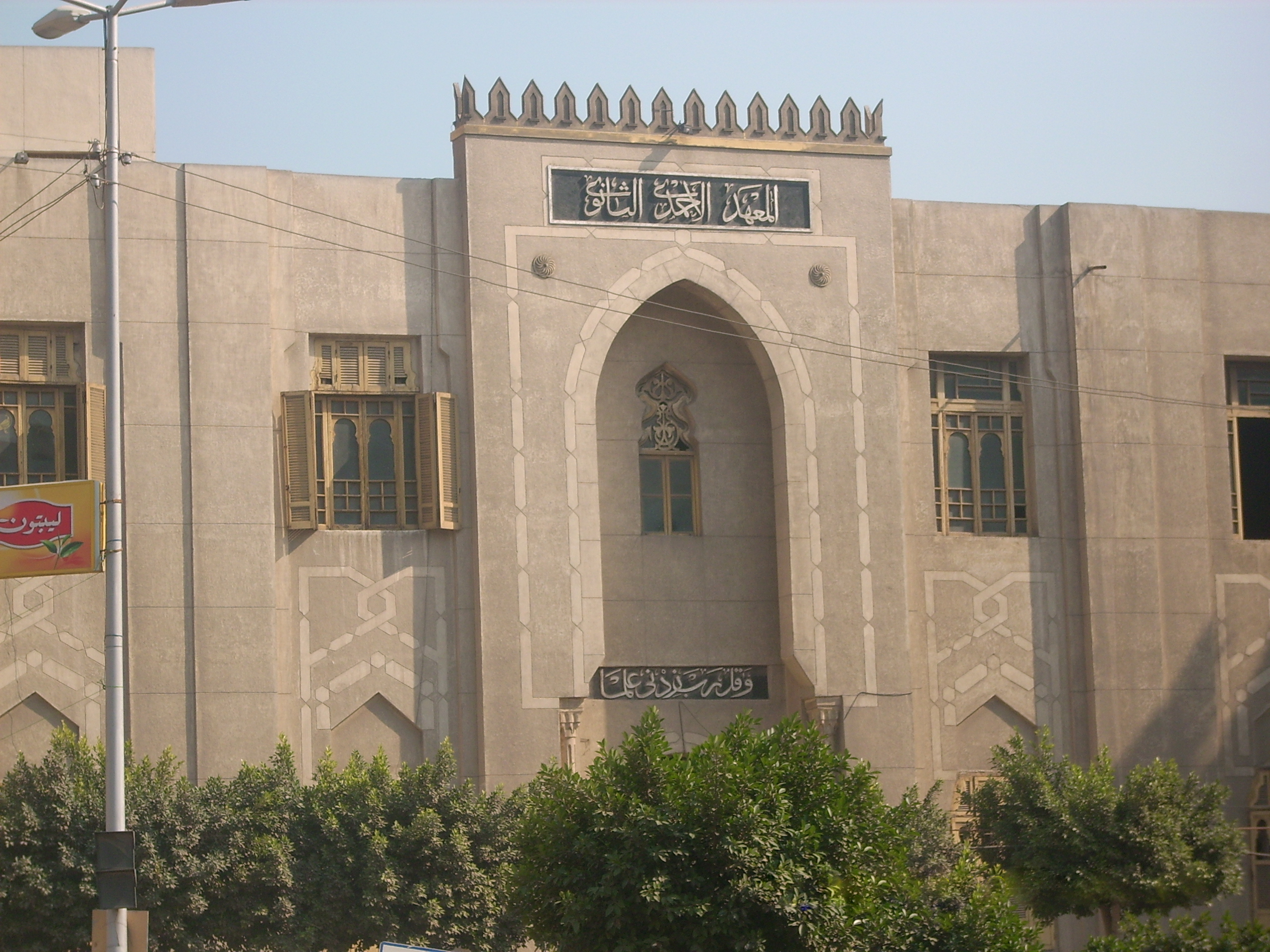
المعهد الأحمدي الأزهري بطنطا (2009).

بلغت معدلات التلاميذ المقيدين في جميع المراحل التعليمية 92.6% ومعدل القراءة والكتابة 83.3% في عام 2005. بلغ عدد الأميين بالمدينة 47,500 في تعداد 2017 وذوي الشهادة الثانوية 28,408 ومن لديهم شهادة جامعية 117,385 نسمة. يوجد بطنطا مجموعة متنوعة من المدارس الخاصة والحكومية والمعاهد الأزهرية والمدارس التقنية مجموعها 254 مدرسة بمجموع 3284 فصل.

#### جامعة طنطا

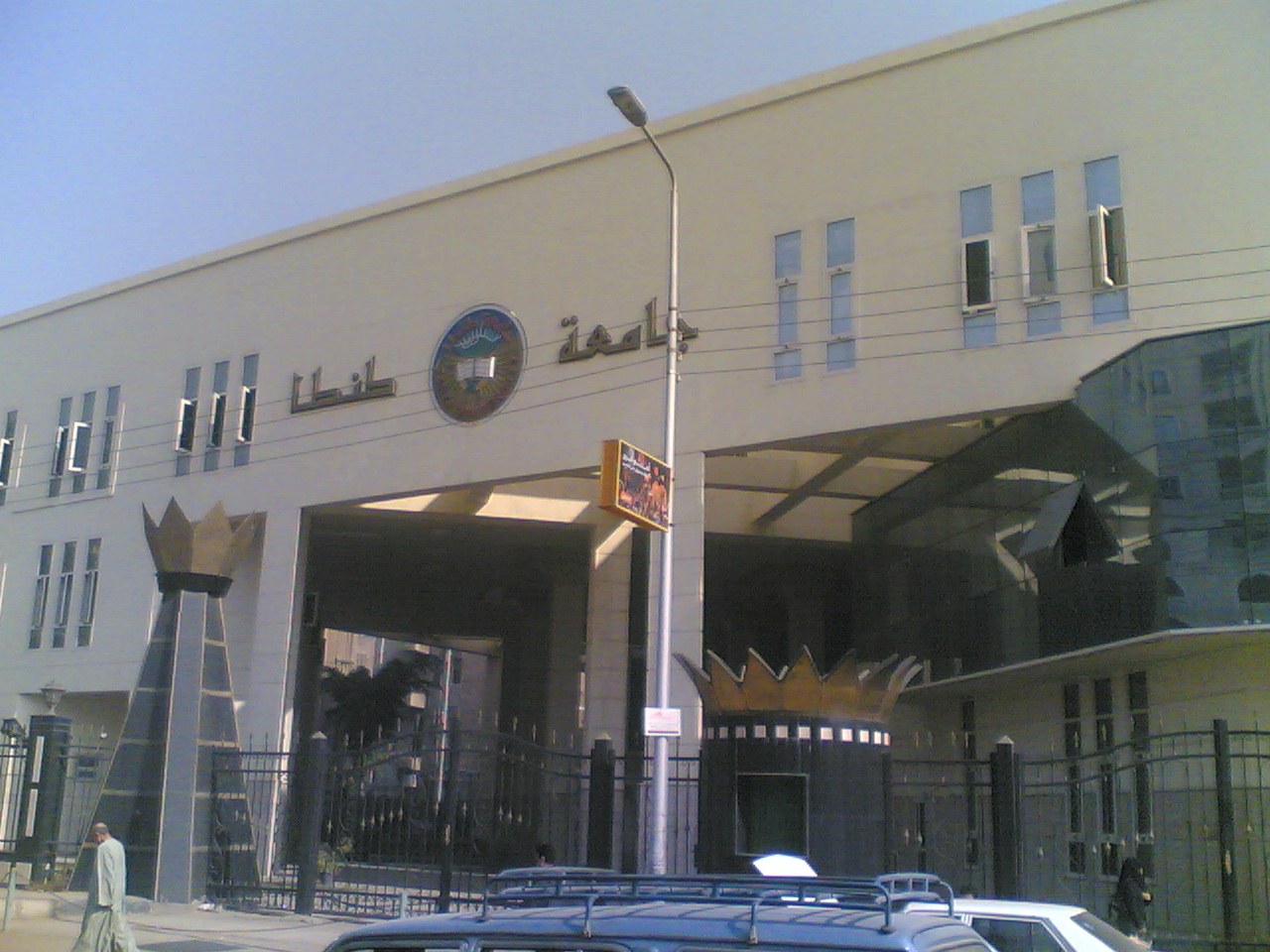
جامعة طنطا

جامعة طنطا من الجامعات البارزة بإقليم الدلتا ويوجد بها مختلف التخصصات العلمية بدايتها كانت فرع لجامعة الإسكندرية في عام 1962 ثم انفصلت وأصبحت جامعة منفردة باسم جامعة وسط الدلتا في عام 1972. تغير اسمها إلى جامعة طنطا عام 1973 تضم في الوقت الحالي 16 كلية هي الآتية: الطب البشري والعلوم والتربية والتجارة والصيدلة وطب الأسنان والآداب والحقوق والتمريض والهندسة والزراعة والتربية الرياضية والتربية النوعية وكلية الحاسبات والمعلومات وكلية الفنون التطبيقية ومعهد فني تمريض. يرأس الجامعة حاليا منذ عام 2020 الدكتور محمود أحمد ذكى محمد.

#### جامعة طنطا الأهلية
أعلنت الجامعة في سبتمبر 2020 عن موافقتها على إنشاء جامعة طنطا الأهلية مجمع الكليات بسبرباي، ثم وافقت وزارة التعليم العالي والبحث العلمي على إنشائها في عام 2025 ويفترض أن تضم الجامعة عشر كليات هي كلية الطب وكلية طب الأسنان وكلية الصيدلة وكلية التمريض وكلية الهندسة وكلية الحاسبات والذكاء الاصطناعي وكلية العلوم وكلية العلوم المالية والإدارية وكلية العلوم الاجتماعية والإنسانية وكلية الألسن.

#### جامعة الأزهر

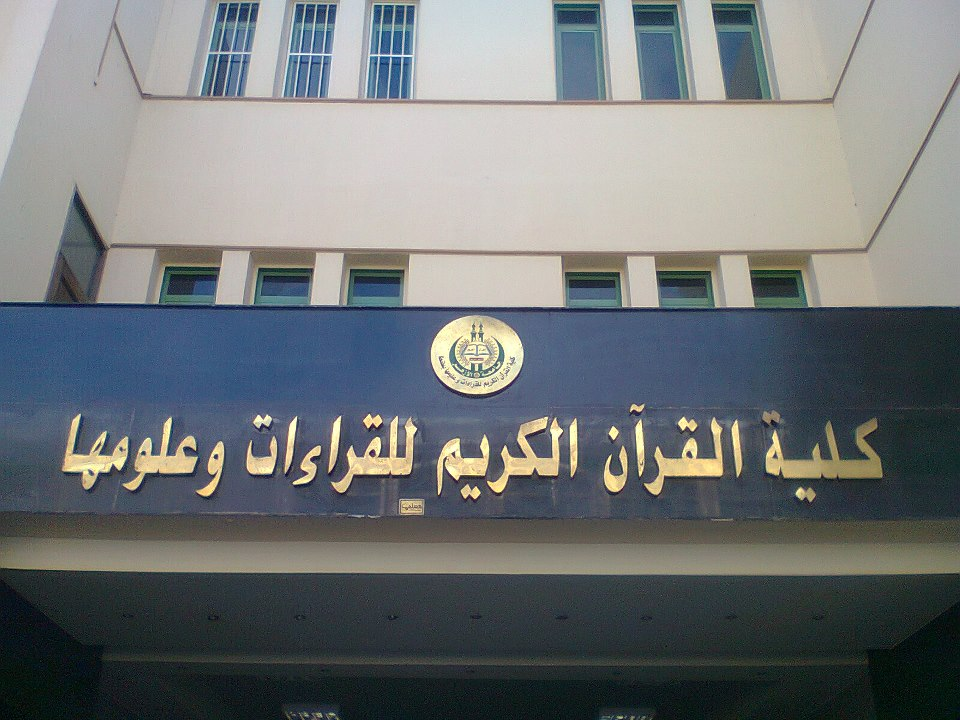
كلية القرآن الكريم بطنطا

يوجد بطنطا مجمع كليات تابعة لجامعة الأزهر به 3 جامعات أولها هي كلية أصول الدين والدعوة التي أسست عام 1976، وكلية الشريعة والقانون التي أسست عام 1978، وكلية القرآن الكريم للقراءات وعلومها التي أسست 30 سبتمبر 1991.

### الصحة

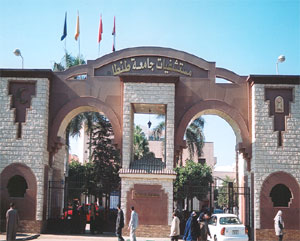
مدخل مستشفى طنطا الجامعي

من المستشفيات الحكومية بطنطا:
- مستشفى طنطا العام[وب-عر 22]
- مستشفى 57357[وب-عر 23]
- مستشفى المنشاوي العام[115][وب-عر 24]
- مستشفى طنطا الجامعي[وب-عر 25]
- مستشفى المبرة للتأمين الصحي[وب-عر 26]
- مستشفى صدر طنطا[وب-عر 27]
- مستشفى حميات طنطا[وب-عر 24]
- مستشفى طنطا العسكري[وب-عر 28]
- مستشفى رمد طنطا[وب-عر 25]

### الرياضة
تأسس نادي طنطا في عام 1932 وهو أقدم نوادي طنطا يلعب حاليًا في الدوري المصري الدرجة الثانية وقد لعب عدة مواسم في الدوري الممتاز.

### مياه الشرب
شبكة مياه المدينة من أقدمها بالجمهورية إذ أنشئت سنة 1907 إلا أنها تأخرت عن التوسع العمراني والزيادة المطردة لسكان المدينة، المصدر الأول لسد احتياجات المدينة من المياه هي المياه الجوفية التي تستخرج من 12 محطة مياه جوفية، والمصدر الثاني هي مياه ترعة القاصد والتي تعالج مياهها في محطة الجلاء بشارع الجلاء ومحطة طنطا الجديدة بجنوب شرق المدينة ومحطة المرشحة في حي أول.

## المعالم

### مسجد أحمد البدوي

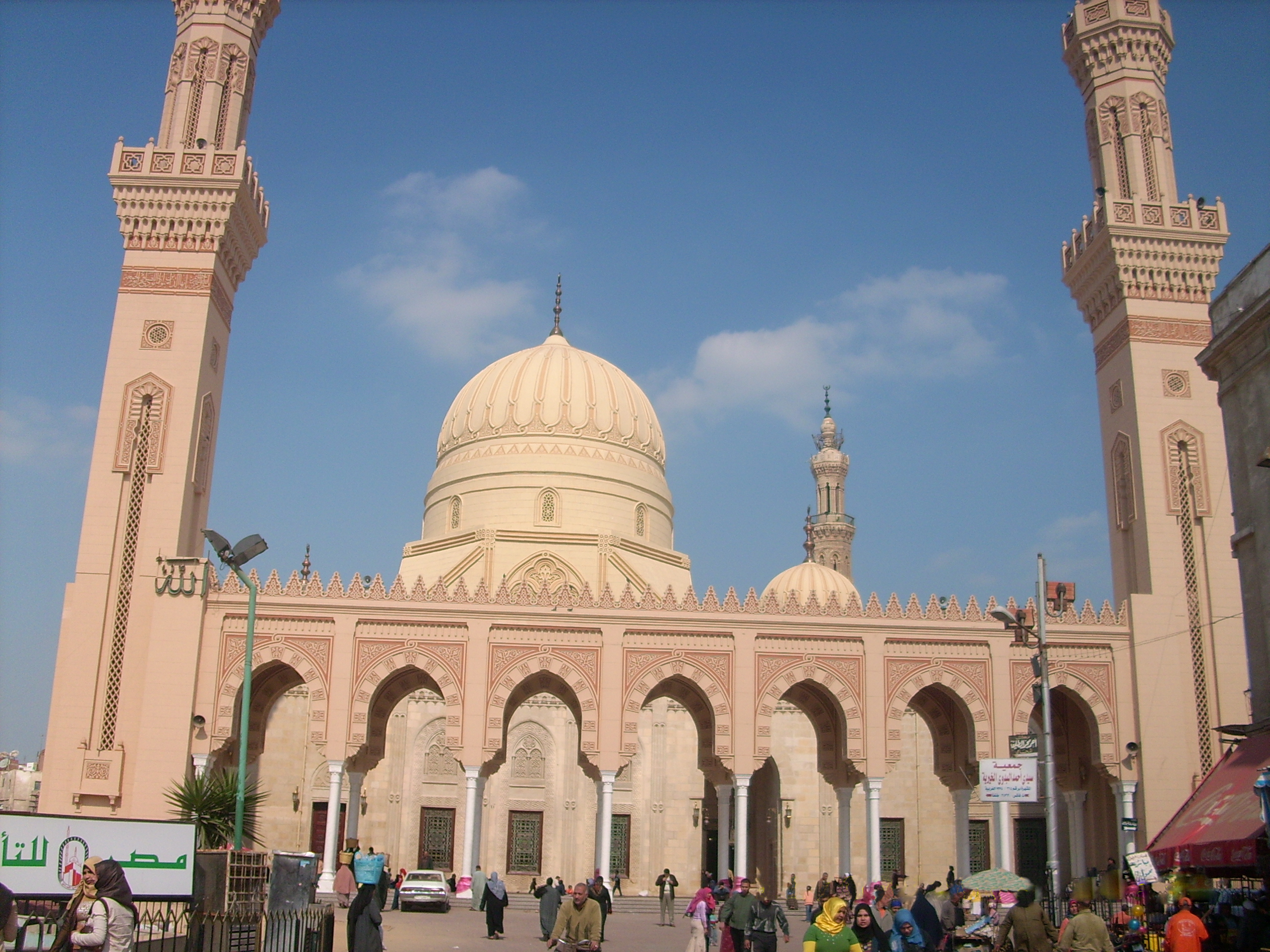
الواجهة الجنوبية والمدخل الرئيس لمسجد أحمد البدوي

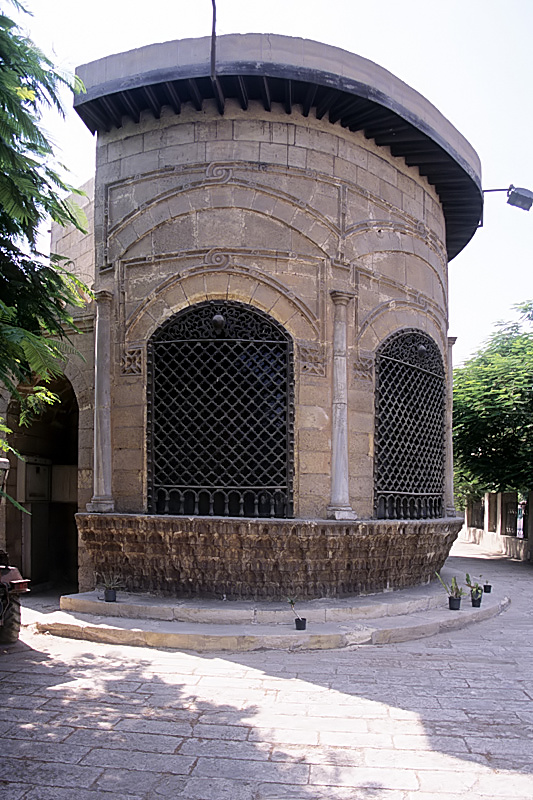
سبيل على بك الكبير

المسجد البدوي هو أشهر مساجد طنطا والغربية قاطبة بل هو من أشهر مساجد الدلتا مساحته فدان ونصف. المسجد مربع فيه صحن مقبب تحيط به أربع أروقة، يوجد قبر أحمد البدوي وتلميذه عبد المتعال والشيخ مجاهد في الجانب القبلي من المسجد. للمسجد سبعة أبواب أربعة بالجهة الغربية وباب واحد بالجهات الثلاث الأخرى.
كان المسجد زاوية صغيرة للطريقة الأحمدية في القرن السابع الهجري ثم أقام عليه السلطان المملوكي الأشرف قايتباي مئذنة وقبة. بني علي بك الكبير المسجد الحالي وسيبلًا وكُتابًا لتعليم الأطفال اليتامى وشيد المقصورة النحاسية على ضريح أحمد البدوي في القرن الثاني عشر الهجري، وأوقف عليه أرضًا زراعية وعقارات للإنفاق على المسجد والعلماء والفقراء وطلاب العلم وأتباع الطريقة الأحمدية.
أصبح المسجد معهدًا للعلوم الإسلامية خلال القرن الثاني عشر الهجري على غرار الجامع الأزهر وكان عدد طلابه أكثر من 2000 طالب، وله شيخ كشيخ الأزهر وبلغ قمة مجده وازدهاره خلال القرن الرابع عشر الهجري. جُدّد المسجد ووُسّع في فترات حكم عباس الأول ومحمد سعيد والخديوي إسماعيل وعباس حلمي الثاني والملك فؤاد، أخرها سنة 2024. يقام احتفال المولد البدوي كل عام وما يتبعه من ملاه وحلقات ذكر وخيام للزوار في منطقة سيجر جنوب المدينة.

### المساجد الأخرى
طنطا كثيرة المساجد والأضرحة أقدم مساجدها جامع البورصة الذي يقال أن صاحبيًا أسسه وقت الخلافة الراشدة، يعرف حاليًا بمسجد محمد البهي الذي دفن به. وثاني جوامع المدينة مسجد مرزوق الغازي الذي بُني في أواخر العهد الأموي وعرف بالمسجد الأموي حتى استقر به مرزوق الغازي ودفن فيه في العهد المملوكي، البناء الحالي للمسجد بني عام 986 هجري وجدد عام 1346 هجري. يشتهر فيها كذلك مسجد عز الرجال الذي سمي على اسم صاحب المقام الكائن به محمد عز الدين والملقب بعز الرجال، المسجد مبنى بنظام الأيوانات ولكن بدون صحن، جدد في عام 1312 هجري.

### الأسبلة
أنشأ علي بك الكبير والي مصر المملوكي في عهد الدولة العثمانية عام 1770 سبيل له قرب مسجد أحمد البدوي ثم في عام 1962 إلى موقعه الحالي في شارع الجلاء، السبيل مبنى على الطراز الإسلامي ويظهر ذلك من النقوش والزخارف الإسلامية عليه وكذلك نوافذ وأبواب السبيل. طُور السبيل والمنطقة المحيطة به في عام 2011. يوجد سبيل أخر جديد هو السبيل الأحمدي الواقع في الجهة الجنوبية الغربية للمسجد الأحمدي.

### القصور

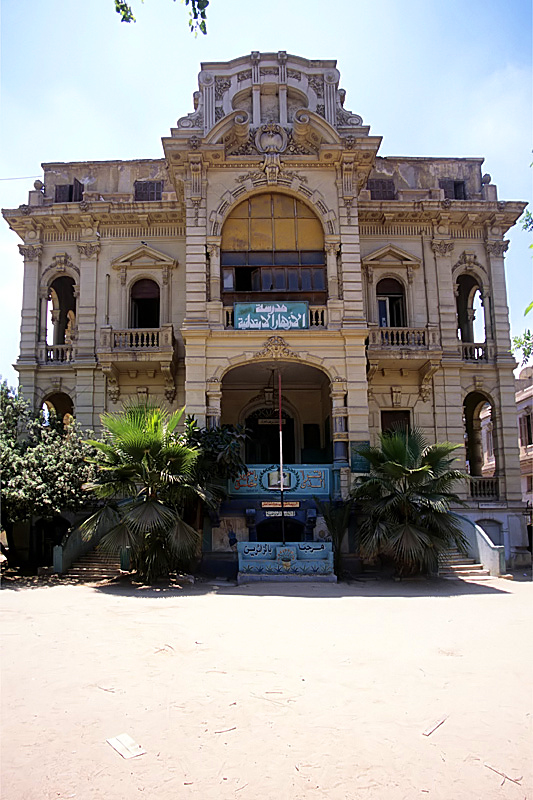
واجهة قصر الأميرة فريال في عام 2008، وقتما كانت مدرسة

شُيّد بالمدينة قصر الأمير فريال في عام 1909 على يد إبراهيم بهجت في منطقة طنطا الخديوية، وتميز بتصميم معماري باروكي فريد يختلف عن بقية مباني المدينة. استُخدم في البداية سكنًا خاصًا ثم تحوّل إلى مدرسة لمدة سبعين عامًا قبل أن يُهجر لاحقًا. استأجرت وزارة المعارف العمومية القصر من مالكه ليكون مدرسة باسم الأميرة فريال بنت الملك فاروق الأول ثم تغير اسم المدرسة إلى مدرسة الزهور نسبة إلى حديقة القصر الواسعة التي كانت مليئة بالزهور. سجل القصر في عداد الأثار الإسلامية والقبطية في 1998.
وبها قصر آخر وهو قصر كوهين (فيلا محمد بك أسعد) الوقع عند شارع توت عنخ آمون المتفرع من شارع البحر، شيد القصر عائلة كوهين اليهودية في مطلع القرن السابق، ثم عرضت العائلة القصر للبيع بعد فترة عبر بطاقة اليانصيب وفاز به محمد بك أسعد المالك الحالي له.

### متحف طنطا

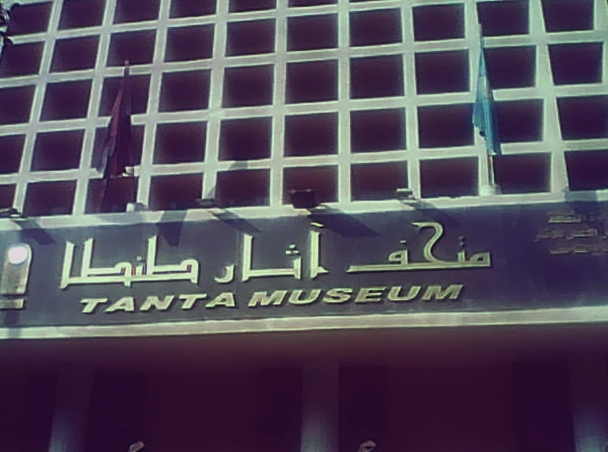
لافتة متحف طنطا بشارع محب قبل تطويره

افتتح متحف طنطا في عام 1913 في قاعة مخصصة له في مجلس مدينة طنطا لعرض بعض الآثار. ثم نقل في عام 1957 إلى مدخل سينما البلدية. أما المبنى الحالي فقد بدأت هيئة الآثار إنشائه في عام 1981 وافتتاح في عام 1990، مبنى المتحف مكون من خمسة طوابق كالآتي: الطابق الأول للآثار الإسلامية والطابق الثاني للمخطوطات والطابق الثالث للآثار المصرية في العصرين اليوناني والروماني وكذلك الآثار القبطية والطابق الرابع به الآثار المصرية القديمة والطابق الخامس يحوي المكاتب الإدارية، ومخزناً وقاعة للمؤتمرات.
يوجد المتحف في أول شارع محب المتفرع من شارع البحر، يوجد بالمتحف آثار من نتاج التنقيبات الأثرية التي جرت في المواقع الأثرية بالمحافظة بالإضافة إلى آثار من محافظات ومتاحف أخرى بقصد إثراء المجموعة. أغلق المتحف في عام 2000 بسبب عدة مشاكل ثم أعيد فتحه في عام 2019 بقطع أثرية عددها ألفين.

### مسرح طنطا
افتتح المسرح رئيس وزراء مصر الأسبق مصطفى باشا النحاس عام 1936 باسم مسرح بلدية طنطا وقد بني على المعمار الإيطالي وأنشئ ليكون مركزاً رئيساً لنشر الثقافة بالمحافظة. طور جهاز خدمة المشروعات المسرح ابتداء من عام 2010 لمدة 8 سنوات بقيمة 50 مليون جنيه وافتتح المبنى بعد التطوير وزيرة الثقافة إيناس عبد الدايم ومحافظ الغربية السابق اللواء أحمد صقر باسم المركز الثقافي لمدينة طنطا.
يقع المسرح في ميدان الجمهورية في مدينة طنطا تبلغ مساحته 1500 متر مربع ويتسع لـ 450 مشاهد، ويضمّ المسرح قاعات لتكنولوجيا المعلومات وصالة لكبار الزوار وغرفاً للفنانين وصالات للتدريبات وقاعات للأنشطة الثقافية والفنية، وتبلغ خشبة المسرح 12 متراً طولاً و20 متراً عرضاً بارتفاع 20 متراً.

## المواصلات

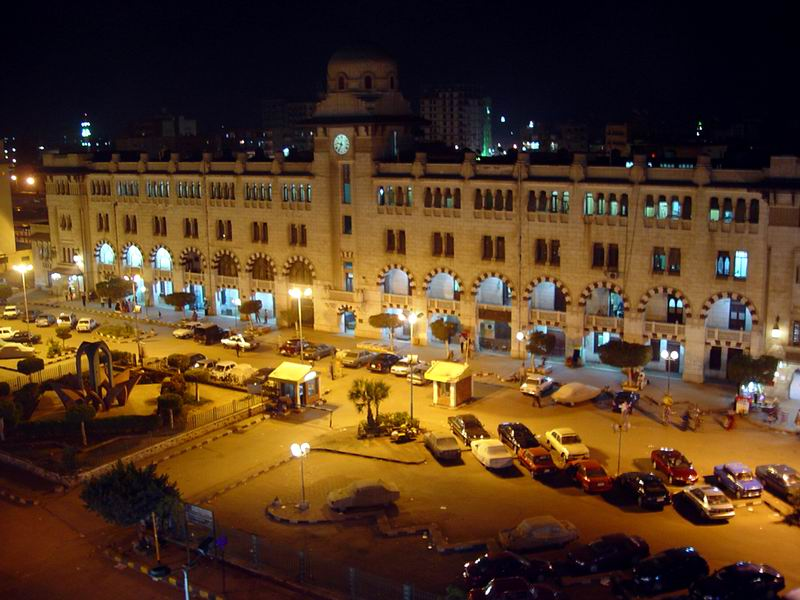
محطة قطار طنطا

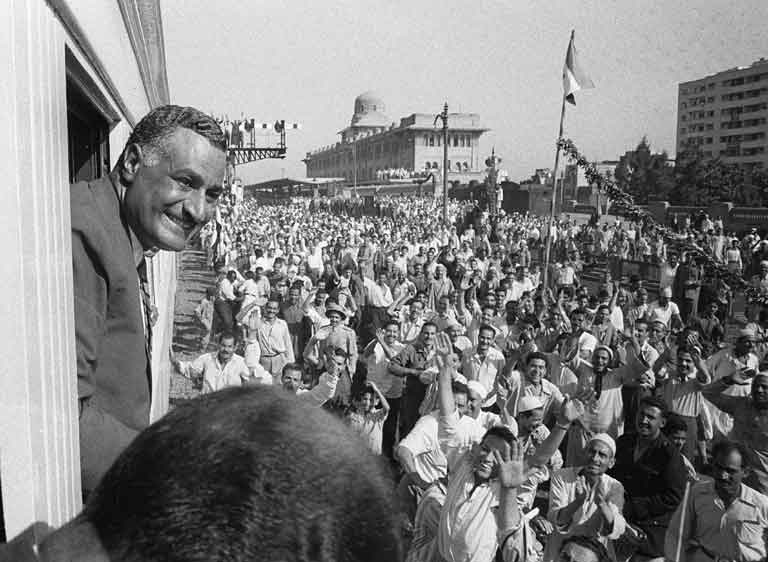
جمال عبد الناصر يودع الأهالي عند محطة طنطا في 8 أغسطس 1959

بلغت طول شبكة الشوارع بطنطا 508.8 كم في عام 2019، يوجد بالمدينة 27 شارع رئيس أهمها المديرية والجيش والنحاس وطه الحكيم والبورصة وأحمد ماهر والإسكندرية وسعيد والحلو ومحب وهي شوارع مهمة لما بها مباني أو بسبب اتصالها بميادين مهمة مثل الجمهورية والحكمة والساعة والإسكندرية، وبها ستة أنفاق تمر تحت خطوط السكة الحديدية وهي سيجر (ستوتة) والخادم والمقابر والقرشي والجانبية والعجيزي (السوق).
تعد مدينة طنطا ملتقى النقل والمواصلات لدلتا النيل وبل ويمر بها طرق محورية بالنسبة مصر كلها. إذ يمر بالمدينة طريق القاهرة الإسكندرية الزراعي وطريق أخر يربطها بميناء دمياط عبر المحلة وسمنود والمنصورة. ويوجد طريق يصلها بشبين الكوم وطرق أخر تصلها بباقي مدن المحافظة. الاختناقات المرورية كثيرة بالمدينة وبالأخص في أوقات الصباح والظهيرة وهي أهم المشاكل المروية التي منها اختلاط حركة المشاة بحركة السيارات وتكدس الحركة عند الأنفاق وزيادة أعداد السيارات فوق قدرة طرق المدينة وفشل نظام المرور على التعامل مع ما سبق و وضيق شوارع المدينة وحالة رصفها المتوسطة التي لا تستوعب زيادة أعداد السيارات وخطوط السكة الحديد التي تفصل المدينة إلى أجزاء غير مرتبطة جيدًا وتسبب حالات زحام مروري.
أما السكة الحديد فبالمدينة محطة طنطا وهي أكبر محطة قطارات بالدلتا وثاني أقدم محطة في مصر بعد محطة مصر بالقاهرة بدأ تشغيل المحطة في عام 1856 على خط القاهرة الإسكندرية، يخدم المحطة 203 قطار. أهم الخطوط التي تمر بها خط القاهرة الإسكندرية والذي يمر ببركة السبع قبل أن يصل إلى طنطا ويتابع إلى كفر الزيات ثم البحيرة، ثم خط طنطا المنصورة دمياط الذي يبدأ من المدينة. وتمر خطوط فرعية أخرى بالمحطة وهي خط طنطا السنطة زفتى الزقازيق وخط طنطا منوف قليوب وخط كفر الشيخ الذي يخرج من طنطا ثم يمر بقطور ويصل المدينتين بمدن شمال الدلتا.
كانت ترعة القاصد حتى أواخر القرن التاسع عشر أحد أهم المواصلات للمدينة ومما ذكر أن نحو 10 آلاف مركب كانت تقف بها أثناء المولد في القرن الثامن عشر لكن قلت أهميتها مع دخول السكة الحديد في خمسينيات القرن التاسع عشر، حتى ردم مساره الأصلي (شارع الجلاء والبحر) وحولت إلى مسارها الحالي في شمال المدينة، طول المار منها بالمدينة 6.3 كم بعرض 34 متر. تقع قناة طنطا الملاحية جنوب المدينة فيبلغ المار منها بها نحو 4.9 كم وعرضها 29 متر وتصل المدينة بشبين الكوم وكفر الزيات.

## الأعلام
- إبراهيم الإبياري (1902- 1994) مؤرخ ومحقق لكتب التراث الإسلامي.[138]
- أحمد خالد توفيق (1962 - 2018) طبيب وكاتب ومؤلف ومترجم.[139]
- أمينة رزق (1910 - 2003) ممثلة وصاحبة أطول مسيرة فنية في تاريخ السينما العربية.[140]
- باسم أمين (1988 -) أستاذ دولي كبير في الشطرنج.[la 6]
- درية شفيق (1908 - 1975) سياسية وكاتبة وناشطة يعزى لها حصول المرأة المصرية على حق الترشح والتصويت في الانتخابات في دستور عام 1956.[141]
- حسين الشافعي (1918 - 2005) عسكري وسياسي مصري، وأحد أعضاء حركة الضباط الأحرار ونائب الرئيس للفترة من 1963 إلى 1974.[142]
- حمدي حافظ (1948 -) ممثل.[143]
- كمال الطويل (1923 - 2003) مُلحّن ومؤلف موسيقي.[144]
- كمال أمين (1923 - 1979) فنان تشكيلي.[145]
- نبيل فاروق (1956 - 2020) كاتب روايات بوليسية وطبيب.[146]
- نصر حامد أبو زيد (1943 - 2010) مفكر ليبرالي وأكاديمي مواليد قحافة.[147]
- نعيمة عاكف (1929 - 1966) ممثلة.[148]
- علية الجعار (1935 ـ 2003) شاعرة.[149]
- ماجد المصري (1963 -) ممثل.[150]
- محمود ذو الفقار (1914 - 1970) مخرج وممثل ومؤلف سينمائي.[151]
- ملك عبد العزيز (1921 - 1999) شاعرة.[152]
- مكسيموس الخامس حكيم (1908 - 2001) بطريرك الروم الملكيين الكاثوليك.[web la 7]
- مي كساب (1981 -)، مغنية وممثلة.[153]
- نور الدمرداش (1925 - 1994) مخرج وممثل.[154]
- هاني عازر (1948 -) مهندس مصري ألماني كان مستشار رئيس جمهورية مصر العربية للمشروعات الهندسية.[وب-عر 39]
- هدرا (1940-) مطران أسوان وكوم امبو وإدفو.[وب-عر 40]
- هيلانة سيداروس (1904 – 1998) أول طبيبة مصرية.[155]

## فهرست المراجع

### منشورات
باللغة العربية
1. ↑  حركة المحليات.. بالأسماء 84 رئيس حى ومركز ومدينة في 24 محافظة 20 ديسمبر 2024 اليوم السابع
2. ↑  GeoNames (بالإنجليزية), 2005, QID:Q830106
3. ↑  الشهاوي (2012)، ص. 403.
4. ↑  العشري (1981)، ص. 44.
5. 1 2  رمزي (1994)، ص. 102.
6. ↑  ابن حوقل (1938)، ص. 141.
7. ↑  الإدريسي (1409)، ص. 335.
8. ↑  ابن مماتي (1943)، ص. 161.
9. ↑  ابن جبير (1981)، ص. 17.
10. ↑  الحموي (1977)، ج. 4، ص. 43.
11. ↑  ابن دقماق (1892)، ص. 95.
12. 1 2 3  العشري (1981)، ص. 39.
13. ↑  عطا (2002)، ص. 11.
14. 1 2  مبارك باشا (1886)، ج. 13، ص. 45.
15. 1 2  رمزي (1994)، ص. 103.
16. ↑  الشهاوي (2012)، ص. 411.
17. ↑  المناوي (1938)، ص. 62-66.
18. ↑  مصلحي (2007)، ص. 77.
19. ↑  مصلحي (2007)، ص. 79.
20. 1 2 3 4  مصلحي (2007)، ص. 80.
21. ↑  كشك (1990)، ص. 187-188.
22. ↑  الرافعي (1929)، ص. 327-328.
23. ↑  الرافعي (1929)، ص. 329-331.
24. ↑  الجبرتي (1998)، ص. 196-197.
25. ↑  الشهاوي (2012)، ص. 412.
26. 1 2 3  مصلحي (2007)، ص. 81.
27. ↑  أوزتونا (1988)، ص. 845.
28. ↑  علام (2019)، ص. 2046-2047.
29. ↑  نجم (1988)، ص. 43-48.
30. ↑  نجم (1988)، ص. 62.
31. 1 2 3  الحبشي (2018)، ص. 58.
32. ↑  مبارك باشا (1886)، ج. 13، ص. 46.
33. ↑  مصلحي (2007)، ص. 83.
34. ↑  غنيم (1969)، ص. 37.
35. ↑  علي (2010)، ص. 315.
36. ↑  الرافعي (1987)، ص. 218.
37. ↑  الرافعي (1987)، ص. 243-244.
38. ↑  الرافعي (1987)، ص. 414.
39. ↑  الرافعي (1987)، ص. 224.
40. ↑  الرافعي (1987)، ص. 28.
41. 1 2  فهمي (2011)، ص. 47-48.
42. ↑  إسماعيل (2008)، ص. 13-17.
43. ↑  إسماعيل (2008)، ص. 29-30.
44. ↑  إسماعيل (2008)، ص. 30-32.
45. ↑  إسماعيل (2008)، ص. 33.
46. ↑  إسماعيل (2008)، ص. 34-36.
47. 1 2  الجريدة الرسمية (1960)، ص. 1957.
48. ↑  حسن (1996)، ص. 67-68.
49. 1 2  الشوربجي (2016)، ص. 93.
50. 1 2  الشوربجي (2016)، ص. 101.
51. 1 2  مصلحي (2007)، ص. 85.
52. ↑  مصلحي (2007)، ص. 86.
53. ↑  مصلحي (2007)، ص. 87-89.
54. ↑  الشوربجي (2016)، ص. 103-104.
55. 1 2  مصلحي (2007)، ص. 89-90، 107-108.
56. 1 2  بسطويسي (2022)، ص. 640.
57. ↑  الخولي (2016)، ص. 101.
58. ↑  الشوربجي (2016)، ص. 124-118.
59. ↑  فكري (1879)، ص. 53-54.
60. ↑  حسن (2017)، ص. 279.
61. ↑  الحبشي (2018)، ص. 59.
62. ↑  الشوربجي (2016)، ص. 113.
63. ↑  مصلحي (2007)، ص. 84-85.
64. 1 2  الجهاز المركزي للتعبئة العامة والإحصاء (1976)، ص. 51-54.
65. ↑  الخولي (2016)، ص. 103.
66. ↑  الشوربجي (2016)، ص. 101-104.
67. ↑  حبيب (2021)، ص. 49-50.
68. ↑  مصلحي (2007)، ص. 69-70.
69. 1 2  الجهاز المركزي للتعبئة العامة والإحصاء (2024)، ص. 6-7.
70. ↑  مصلحي (2007)، ص. 70.
71. ↑  مصلحي (2007)، ص. 71.
72. ↑  رمزي (1994)، ص. 8.
73. ↑  مصلحي (2007)، ص. 123.
74. 1 2 3  الوقائع المصرية (2017)، ص. 3-24.
75. ↑  الشوربجي (2016)، ص. 96-97، 112-113.
76. ↑  الجريدة الرسمية (2012)، ص. 29-30.
77. ↑  الشوربجي (2016)، ص. 96.
78. 1 2  حبيب (2021)، ص. 38-40.
79. ↑  عبد الرحمن (1989)، ص. 127–128.
80. ↑  الخولي (2016)، ص. 115.
81. ↑  مصلحي (2007)، ص. 108.
82. ↑  صقر (2019)، ص. 181.
83. ↑  شربل (1998)، ص. 352.
84. ↑  عثمان (2012)، ص. 159.
85. 1 2  مصلحي (2007)، ص. 67.
86. ↑  أوتوشي (2017)، ج. 28، ص. 81.
87. ↑  الروضان (2006)، ص. 206.
88. ↑  الدالي (2012)، ص. 213.
89. ↑  بركات (2013)، ص. 276، 277، 284.
90. ↑  قناوى (2013)، ص. 62.
91. ↑  حمدان (1996)، ص. 98.
92. ↑  حمدان (1970)، ص. 161، 164.
93. ↑  الخولي (2016)، ص. 102.
94. ↑  مصلحي (2007)، ص. 112.
95. 1 2 3 4 5 6 7  مصلحة الإحصاء والتعداد (1947)، ص. 1.
96. ↑  الجهاز المركزي للتعبئة العامة والإحصاء (1966)، ص. 20.
97. 1 2  الجهاز المركزي للتعبئة العامة والإحصاء (1986)، ص. 3-4.
98. ↑  الجهاز المركزي للتعبئة العامة والإحصاء (1996)، ص. 1.
99. ↑  الجهاز المركزي للتعبئة العامة والإحصاء (2006)، ص. 2.
100. 1 2  الجهاز المركزي للتعبئة العامة والإحصاء (2017)، ص. 2.
101. ↑  مصلحة الإحصاء والتعداد (1960)، ص. 2.
102. ↑  مصلحة عموم الإحصاء (1929)، ص. 128-131.
103. ↑  علي (2010)، ص. 329.
104. ↑  غنيم (1969)، ص. 33-34.
105. ↑  بركات (2013)، ص. 239.
106. ↑  الخطيب (1955)، ص. 70.
107. ↑  أبو هيبة (1989)، ص. 229-231.
108. ↑  عبد التواب (1957)، ص. 237.
109. ↑  بركات (2013)، ص. 283.
110. ↑  جمعة (2024)، ص. 550–610.
111. ↑  الجريدة الرسمية (1972)، ص. 3446-3449.
112. ↑  الجريدة الرسمية (1973)، ص. 406.
113. ↑  الجريدة الرسمية (1978)، ص. 1.
114. ↑  مركز الملك فيصل للبحوث والدراسات الإسلامية (1991)، ص. 8.
115. ↑  الشريف (2017)، ص. 55.
116. ↑  ياسر (2018)، ص. 213.
117. ↑  مصلحي (2007)، ص. 122.
118. 1 2  مبارك باشا (1886)، ج. 16، ص. 54.
119. 1 2 3  محمد (1983)، ج. 2، ص. 304–305.
120. ↑  المجالس القومية المتخصصة (1992)، ص. 216.
121. 1 2 3  محمد (1983)، ج. 5، ص. 147-149.
122. ↑  عبد الرحمن (2008)، ص. 103.
123. 1 2  الحبشي (2018)، ص. 62.
124. ↑  عبد الرحمن (2005)، ص. 156-157.
125. ↑  زكى (1949)، ص. 106.
126. ↑  أديب (2000)، ص. 705.
127. ↑  حبيب (2021)، ص. 43.
128. 1 2  مصلحي (2007)، ص. 119.
129. ↑  علي (2000)، ص. 141-142.
130. ↑  مصلحي (2007)، ص. 120.
131. ↑  بركات (2013)، ص. 214.
132. ↑  شلبي (1988)، ص. 36.
133. ↑  مصلحي (2007)، ص. 82.
134. 1 2  علي (2000)، ص. 137-139.
135. ↑  مصلحي (2007)، ص. 68.
136. ↑  الحبشي (2018)، ص. 60.
137. 1 2  الشوربجي (2016)، ص. 98.
138. ↑  المنظمة العربية للتربية والثقافة والفنون (2004)، ص. 225-228.
139. ↑  أبو شهاب (2024)، ص. 13.
140. ↑  قاسم (2020)، ج. 1، ص. 84.
141. ↑  المطيعي (2003)، ص. 45.
142. ↑  الشريف (2017)، ص. 69.
143. ↑  قاسم (2020)، ج. 1، ص. 178.
144. ↑  بابتي (2009)، ص. 44.
145. ↑  علي (2014)، ص. 110.
146. ↑  الملاح (2021)، ص. 347.
147. ↑  عمر (2022)، ص. 16-17.
148. ↑  السيد (2015)، ص. 485.
149. ↑  يوسف (2016)، ج. 6، ص. 233.
150. ↑  قاسم (2020)، ص. 549.
151. ↑  قاسم (1999)، ص. 215.
152. ↑  يوسف (2016)، ج. 6، ص. 264.
153. ↑  قاسم (2020)، ج. 2، ص. 668.
154. ↑  قاسم (2020)، ج. 2، ص. 720.
155. ↑  يوسف (2016)، ج. 10، ص. 56.

باللغات الأوروبية
1. ↑  Peust (2010), s. 94.
2. ↑  Gauthier (1923), vol. 23, p. 68–72.
3. ↑  Daressy (1922), vol. 22, p. 185–192.
4. ↑  Huston (2001), p. 63.
5. 1 2  Karl (1885), p. 151.
6. ↑  Di Felice (2018), p. 14.

### وب
باللغة العربية
1. 1 2 3 4  "تقديرات السكان 1/1/ 2025 - أقسام ومراكز". الجهاز المركزي للتعبئة العامة والإحصاء. 1 يناير 2025. مؤرشف من الأصل في 2025-05-03. اطلع عليه بتاريخ 2025-05-01.
2. 1 2  مصطفى، عادل (18 أكتوبر 2024). "2 مليون زائر في ضيافة شيخ العرب بطنطا في أسبوع الاحتفال بمولده". اليوم السابع. مؤرشف من الأصل في 2025-03-02. اطلع عليه بتاريخ 2025-03-01.
3. ↑  سلمى الدمرداش (29 أبريل 2017). "مدينة وصنعة.. تعرف على سر شهرة طنطا بالحمص والحلاوة". اليوم السابع. مؤرشف من الأصل في 2025-04-05. اطلع عليه بتاريخ 2025-03-06.
4. ↑  "الأعياد القومية للمحافظات". بوابة محافظة القاهرة. مؤرشف من الأصل في 2024-12-03. اطلع عليه بتاريخ 2024-11-26.
5. ↑  "مسيرات مليونية بمحافظات مصر". الجزيرة نت. 1 فبراير 2011. مؤرشف من الأصل في 2025-04-05. اطلع عليه بتاريخ 2025-04-04.
6. ↑  "بالفيديو.. مظاهرات بالمحلة وطنطا لتنفيذ مطالب الثورة". اليوم السابع. 8 يوليو 2011. مؤرشف من الأصل في 2025-04-05. اطلع عليه بتاريخ 2025-04-04.
7. ↑  "الأزمة السياسية في مصر: اشتباكات بين مؤيدين للإخوان وقوات الأمن في طنطا". BBC News عربي. 23 أغسطس 2013. مؤرشف من الأصل في 2025-04-05. اطلع عليه بتاريخ 2025-04-04.
8. ↑  "مظاهرات مناهضة للرئيس محمد مرسي في عدة مدن مصرية". BBC News عربي. 22 فبراير 2013. مؤرشف من الأصل في 2025-04-05. اطلع عليه بتاريخ 2025-04-04.
9. 1 2  "محافظة الغربية". الهيئة العامة للاستعلامات. 27 يوليو 2022. مؤرشف من الأصل في 2024-03-14. اطلع عليه بتاريخ 2024-03-06.
10. ↑  مبروك، محمد (20 يوليو 2024). "محافظ الغربية يكلف "أبوسليم" رئيسًا لمدينة طنطا و"المحلاوي" رئيسًا لحى ثان". بوابة الأهرام. مؤرشف من الأصل في 2024-08-05. اطلع عليه بتاريخ 2025-03-01.
11. ↑  "قيادات المحافظة". بوابة محافظة الغربية. مؤرشف من الأصل في 2022-07-05. اطلع عليه بتاريخ 2024-03-06.
12. 1 2  "تقديرات السكان 2018". الجهاز المركزي للتعبئة العامة والإحصاء. يوليو 2018. مؤرشف من الأصل في 2025-05-03. اطلع عليه بتاريخ 2025-02-03.
13. ↑  "المخطط الإستراتيجي للتنمية العمرانية لمحافظة الغربية والملامح التنموية لمراكزها". الهيئة العامة للتخطيط العمراني. مؤرشف من الأصل في 2024-12-03. اطلع عليه بتاريخ 2024-11-29.
14. 1 2  "مصر.. مواكب وخرافات ومنافع مالية بمولد السيد البدوي". الجزيرة نت. مؤرشف من الأصل في 2024-03-10. اطلع عليه بتاريخ 2024-03-10.
15. ↑  "الأنبا بولا مطران طنطا". مؤرشف من الأصل في 2024-04-08. اطلع عليه بتاريخ 2024-04-07.
16. ↑  مبروك، محمد (8 يونيو 2018). "تعرف على تاريخ وأنشطة دار الكتب بطنطا". بوابة الأهرام. مؤرشف من الأصل في 2025-03-12. اطلع عليه بتاريخ 2025-03-07.
17. 1 2  "عن الجامعة". جامعة طنطا. مؤرشف من الأصل في 2023-10-14. اطلع عليه بتاريخ 2024-03-06.
18. ↑  "رئيس جامعة طنطا". جامعة طنطا. مؤرشف من الأصل في 2023-10-14. اطلع عليه بتاريخ 2024-03-06.
19. ↑  "مجلس جامعة طنطا يوافق على إنشاء جامعة طنطا الأهلية". جامعة طنطا. مؤرشف من الأصل في 2024-03-14. اطلع عليه بتاريخ 2024-03-06.
20. ↑  "المجلس الأعلى للجامعات الأهلية يوافق على انشاء جامعة طنطا الأهلية". جامعة طنطا. 9-28-2022. اطلع عليه بتاريخ 2025-05-03. {{استشهاد ويب}}: تحقق من التاريخ في: |تاريخ= (مساعدة)
21. ↑  "نبذة عن الكلية". جامعة الأزهر بالقاهرة. مؤرشف من الأصل في 20يوليو 2022. اطلع عليه بتاريخ 16 يوليو 2023. {{استشهاد ويب}}: تحقق من التاريخ في: |تاريخ أرشيف= (مساعدة)
22. ↑  مبروك، محمد (8 مايو 2025). "مستشفى طنطا العام الجديد يعزز قدرة المنظومة الصحية". بوابة الأهرام. مؤرشف من الأصل في 2025-05-19. اطلع عليه بتاريخ 2025-05-24.
23. ↑  "لا صحة لإغلاق مستشفى 57357 فرع طنطا". مؤسسة مستشفى سرطان الأطفال - مصر. مؤرشف من الأصل في 2025-04-05. اطلع عليه بتاريخ 2025-03-1.
24. 1 2  "المستشفيات". بوابة الغربية. مؤرشف من الأصل في 2022-07-09. اطلع عليه بتاريخ 2024-03-10.
25. 1 2  "عن المستشفى | مستشفى طنطا التعليمي العالمي". مستشفي طنطا التعليمي العالمي. مؤرشف من الأصل في 2024-04-07. اطلع عليه بتاريخ 7 إبريل 2024. {{استشهاد ويب}}: تحقق من التاريخ في: |تاريخ الوصول= (مساعدة)
26. ↑  "تطوير مستشفى المبرة بطنطا بتكلفة 6 ملايين جنيه". مصراوي.كوم. مؤرشف من الأصل في 2024-04-07. اطلع عليه بتاريخ 2024-04-07.
27. ↑  "مستشفى الصدر بطنطا صرح طبى يخدم محافظات الدلتا.. 102 سرير و15 عناية مركزة". اليوم السابع. 27 فبراير 2023. مؤرشف من الأصل في 2024-04-08. اطلع عليه بتاريخ 2024-04-07.
28. ↑  "مستشفيات القوات المسلحة". وزارة الدفاع. مؤرشف من الأصل في 2024-02-04. اطلع عليه بتاريخ 7 إبريل 2024. {{استشهاد ويب}}: تحقق من التاريخ في: |تاريخ الوصول= (مساعدة)
29. ↑  مبروك، محمد (28 أبريل 2025). "على مساحة 16 فدانًا.. محطة المياه المرشحة طفرة خدمية عملاقة بطنطا". بوابة الأهرام. مؤرشف من الأصل في 2025-05-22. اطلع عليه بتاريخ 2024-05-24.
30. ↑  الشبل، علاء (1 ديسمبر 2024). "محافظ الغربية: بدء تجديد محيط مسجد السيد البدوي". بوابة الشروق. مؤرشف من الأصل في 2025-04-05. اطلع عليه بتاريخ 2025-03-01.
31. ↑  "السياحة". بوابة محافظة الغربية. مؤرشف من الأصل في 2022-08-17. اطلع عليه بتاريخ 2024-03-07.
32. ↑  "طنطا في انتظار عودة «سبيل على بك الكبير»". الأهرام اليومي. 23 أكتوبر 2021. اطلع عليه بتاريخ 2025-02-13.
33. ↑  محمد على. "تطوير سبيل على بك الكبيير". بوابة الأهرام. مؤرشف من الأصل في 2011-05-11. اطلع عليه بتاريخ 2011-05-03.
34. ↑  شيرين الكردي (06 أبريل 2023). "أصل الحكاية | «قصر الأميرة فريال» تحفة معمارية فائقة الجمال". بوابة اخبار اليوم. مؤرشف من الأصل في 2023-04-08. اطلع عليه بتاريخ 2025-02-13.
35. 1 2  "«متحف طنطا» في مصر يستقبل الزوار بعد 19 عاماً من الإغلاق". الشرق الأوسط. مؤرشف من الأصل في 2024-03-14. اطلع عليه بتاريخ 2024-03-07.
36. 1 2  "بعد غياب استمر 8 سنوات : وزارة الثقافة تعيد مسرح طنطا للحياه". وزارة الثقافة. مؤرشف من الأصل في 2018-07-01. اطلع عليه بتاريخ 2024-03-06.
37. 1 2  الجمال، أحمد (2 يوليو 2018). "«مسرح طنطا» يعود إلى الحياة بعد توقُف 8 سنوات". جريدة الجريدة الكويتية. مؤرشف من الأصل في 2018-07-01. اطلع عليه بتاريخ 2024-03-06.
38. ↑  "محطة طنطا". سكك حديد مصر. 21 يونيو 2020. مؤرشف من الأصل في 2022-12-02.
39. ↑  "أمنحوتب الفراعنة.. هاني عازر.. مهندس القطارات والأنفاق المصري". جامعة عين شمس. مؤرشف من الأصل في 2023-03-20. اطلع عليه بتاريخ 2024-03-04.
40. ↑  "الأنبا هدرا مطران أسوان وكوم امبو وإدفو، ورئيس دير القديس الأنبا باخوميوس بحاجر إدفو، مصر". موقع الأنبا تكلاهيمانوت القبطي الأرثوذكسي. مؤرشف من الأصل في 2024-10-07.

باللغة الإنجليزية
1. ↑  "Tanta Climate Normals 1961–1990" (بالإنجليزية). National Oceanic and Atmospheric Administration. Archived from the original on 2023-10-20. Retrieved 2015-01-25.
2. ↑  "Tanta, Egypt weather Station Record Meteo" (بالإنجليزية). Record Meteo. Archived from the original on 2023-04-17. Retrieved 2013-07-04.
3. ↑  Raafat, Shaimaa (21 Oct 2014). "Tanta receives 3 million visitors participating in Moulid Al-Sayed Al-Badawy festival" (بالإنجليزية). Daily News Egypt. Archived from the original on 2016-11-17. Retrieved 2016-11-17.
4. ↑  Marcus, Antoine (13 Feb 2016). "A Glimpse of Tanta, Egypt's "Boss Town"". Egyptian Streets (بالإنجليزية). Archived from the original on 2025-02-22. Retrieved 2016-11-17.
5. ↑  "Christianity in Ebiar Village Tanta". A Sense of Belonging (بالإنجليزية). 13 Dec 2011. Archived from the original on 2019-12-14. Retrieved 2016-11-17.
6. ↑  Joe Sterling; Sarah Sirgany; Ian Lee (10 Apr 2017). "Egypt Cabinet OKs state of emergency after Palm Sunday church bombings". CNN (بالإنجليزية). Archived from the original on 2023-09-20.
7. ↑  Lawrence, Joffe (28 Jul 2001). "Obituaries: Maximos V: Spiritual leader of a million Christians". The Guardian (بالإنجليزية). London. p. 22.

## ثبت المراجع
باللغة العربية
الكتب
- محمد أمين فكري (1879)، جغرافية مصر، مطبعة وادي النيل، QID:Q133261931
- علي باشا مبارك (قرابة 1886)، الخطط التوفيقيَّة الجديدة لمصر القاهرة ومدنها وبلادها القديمة والشهيرة (ط. 1)، القاهرة: الهيئة العامة لشؤون المطابع الأميرية، OCLC:1114309965، QID:Q127175828 {{استشهاد}}: تحقق من التاريخ في: |publication-date= (مساعدة)
- ابن دقماق (1893)، الانتصار لواسطة عقد الأمصار (ط. 1)، بولاق: الهيئة العامة لشؤون المطابع الأميرية، OCLC:706363570، QID:Q133261963
- الرافعي، عبد الرحمن (1929). تاريخ الحركة القومية وتطور نظام الحكم في مصر (ط. الأولى). مطبعة النهضة. OCLC:4770845732.
- مصلحة عموم الإحصاء (1929). كراسة تعداد مديرية الغربية. تعداد سنة 1927. القاهرة: المطبعة الأميرية.{{استشهاد بكتاب}}:  صيانة الاستشهاد: ref duplicates default (link)
- محمد عبد الرؤوف المناوي (1938)، الكواكب الدرية في تراجم السادة الصوفية، تحقيق: عبد الحميد صالح حمدان، المكتبة الأزهرية للتراث، ج. 2، OCLC:4771184884، QID:Q133261973
- ابن حوقل (1938)، "مصر"، صورة الأرض، بيروت: دار صادر، ج. 1، QID:Q121009915{{استشهاد}}:  صيانة الاستشهاد: ref duplicates default (link)
- الأسعد بن مماتي (1943)، قوانين الدواوين، تحقيق: عزيز سوريال عطية، الهيئة الزراعية المصرية، QID:Q133262008
- مصلحة الإحصاء والتعداد (1947). الكراسة رقم 12 - مديرية الغربية. تعداد سكان المملكة المصرية لسنة 1947. المطبعة الأميرية بالقاهرة (نُشِر في 1953). ج. 1.{{استشهاد بكتاب}}:  صيانة الاستشهاد: ref duplicates default (link)
- عبد الرحمن زكي (1949)، دور التحف في مصر والجمعية العلمية، مكتبة النهضة المصرية، OCLC:1477516533، QID:Q133262014
- مصلحة الإحصاء والتعداد (1960). محافظة الغربية. التعداد العام للسكان 1960 (نُشِر في 1962). ج. 1.{{استشهاد بكتاب}}:  صيانة الاستشهاد: ref duplicates default (link)
- الجهاز المركزي للتعبئة العامة والإحصاء (يوليو 1966). النتائج النهائية لتعداد السكان بالعينة 1966.{{استشهاد بكتاب}}:  صيانة الاستشهاد: ref duplicates default (link)
- غنيم، أحمد محمد؛ أبو كف، أحمد (1969). اليهود والحركة الصهيونية في مصر 1897-1947. دار الهلال. OCLC:23519058.
- الجهاز المركزي للتعبئة العامة والإحصاء (1976). تعداد السكان، النتائج التفصيلية، محافظة الغربية. التعداد العام للسكان والإسكان 1976 (نُشِر في سبتمبر 1978).{{استشهاد بكتاب}}:  صيانة الاستشهاد: ref duplicates default (link)
- ياقوت الحموي (1977)، "ط"، معجم البلدان (ط. 1)، بيروت: دار صادر، ج. 4، OCLC:1014032934، QID:Q114913343
- العشري، جلال (أبريل 1981). "طنطا زهرة وادي النيل". مجلة الفيصل. مركز الملك فيصل للدراسات والبحوث الإسلامية ع. 47.{{استشهاد بدورية محكمة}}:  صيانة الاستشهاد: ref duplicates default (link)
- الرافعي، عبد الرحمن (1987). ثورة 1919 (ط. 4). دار المعارف.
- شلبي، حلمي أحمد (1988). فصول في تاريخ تحديث المدن في مصر، 1820-1914. الهيئة المصرية العامة للكتاب. ISBN:9789770117613. OCLC:23214409.
- ابن جبير (1981)، رحلة ابن جبير، بيروت: دار ومكتبة الهلال، QID:Q133261906{{استشهاد}}:  صيانة الاستشهاد: ref duplicates default (link)
- محمد، سعاد ماهر (1983). مساجد مصر وأولياؤها الصالحون. أشرف عليه: محمد تفيق عويضة. المجلس الأعلى للشؤون الإسلامية. OCLC:4771020599.
- الجهاز المركزي للتعبئة العامة والإحصاء (1986). محافظة الغربية. الحصر الشامل - خصائص السكان، النتائج النهائية للتعداد العام. ج. 2.{{استشهاد بكتاب}}:  صيانة الاستشهاد: ref duplicates default (link)
- الإدريسي (1989)، نزهة المشتاق في اختراق الآفاق، بيروت: عالم الكتب، QID:Q120648765
- أوزتونا، يلماز (1988). تاريخ الدولة العثمانية. ترجمة: سليمان، عدنان محمود. مراجعة وتنقيح: محمود الأنصاري. استانبول: مؤسسة فيصل للتمويل. ج. 2. ص. 845. OCLC:4770494871.
- شمس الدين نجم، زين العابدين (1988). إدارة الأقاليم في مصر 1805-1882 (ط. 1). القاهرة: دار الكتاب الجامعي.
- أبو هيبة، عزت ياسين (1989). المخطوطات العربية فهارسها وفهرستها ومواطنها في جمهورية مصر العربية. الهيئة المصرية العامة للكتاب. OCLC:784185427.
- عبد الرحمن، عاصم محمد رزق (1989). مركز الصناعة في مصر الإسلامية من الفتح العربي حتى مجىء الحملة الفرنسية. الألف كتاب الثاني. الهيئة المصرية العامة للكتاب. OCLC:21328850.
- كشك، مصطفى (1990). ودخلت الخيل الأزهر (ط. 3). الزهراء للإعلام العربي. OCLC:4771416749.
- "الحركة الثقافية في شهر". مجلة الفيصل. مركز الملك فيصل للبحوث والدراسات الإسلامية. ع. 179. ديسمبر 1991.
- موسوعة المجالس القومية المتخصصة. القاهرة: المجالس القومية المتخصصة. ج. 16. 1992.
- محمد رمزي (1994). القاموس الجغرافي للبلاد المصرية: من عهد قدماء المصريين إلى سنة 1945. القاهرة: الهيئة المصرية العامة للكتاب. ISBN:978-977-01-3625-6. OCLC:957043233. QID:Q133169685.
- الجهاز المركزي للتعبئة العامة والإحصاء (1996). محافظة الغربية. النتائج النهائية للتعداد العام للسكان والإسكان والمنشآت (نُشِر في ديسمبر 1998).{{استشهاد بكتاب}}:  صيانة الاستشهاد: ref duplicates default (link)
- حمدان، جمال (1996). القاهرة. طبعت بمؤسسة دار الهلال. القاهرة: الهيئة المصرية العامة للكتاب. ISBN:9770148741.
- حسن، محمد إبراهيم (1996). دراسات في جغرافية مصر العربية وحوض البحر الأحمر، مقوماتها الطبيعية والبشرية ومظاهر الإنتاج والتلوث البيئي. مركز الإسكندرية للكتاب. OCLC:4770179644.
- شربل، كمال موريس (1998). الموسوعة الجغرافية للوطن العربي (ط. 1). بيروت: دار الجيل. OCLC:39680222.
- الجبرتي، عبد الرحمن بن حسن (1998). مظهر التقديس بزوال دولة الفرنسيس. تحقيق: عبد الرحيم عبد الرحمن عبد الرحيم (ط. 1). القاهرة: دار الكتب المصرية. ص. 196–197.{{استشهاد بكتاب}}:  صيانة الاستشهاد: ref duplicates default (link)
- قاسم، محمود (1999). دليل الممثل العربي في سينما القرن العشرين. مجموعة النيل العربية. ISBN:9789775919021. OCLC:42930692.
- أديب، سمير (2000). موسوعة الحضارة المصرية القديمة. دار العربى للطباعة والنشر والتوزيع. ISBN:9789773190200.
- علي، عبد العزيز عبد القادر (2000). محافظة الغربية. المجلس الأعلى للثقافة.
- زهر الدين، صالح (2001). موسوعة رجالات من بلاد العرب. المركز العربي للأبحاث والتوثيق. ج. 3. OCLC:47645847.
- عطا، السيد محمد أحمد (2002). تاريخ الغربية وأعمالها في العصر الإسلامي، 21-567 ھ/642-1171 م. الهيئة المصرية العامة للكتاب. ISBN:9789770178584. OCLC:51218403.
- المطيعي، لمعي (2003). موسوعة نساء ورجال من مصر. دار الشروق. ISBN:9789770907894. OCLC:123336537.
- المنظمة العربية للتربية والثقافة والفنون (2004). موسوعة أعلام العلماء والأدباء العرب والمسلمين (ط. 1). دار الجيل. ج. 1. OCLC:4771263338.
- عبد الرحمن، محمود أحمد عباس (2005). القصور الملكية في مصر تاريخ وحضارة (1805-1952). الدار العالمية للنشر والتوزيع. OCLC:60522114.
- الروضان، نوف بنت رزق (2006). ظهور الخطوط الحديدية وآثارها في المشرق العربي: في القرن الثالث عشر الهجري / التاسع عشر الميلادي. الرياض: مؤسسة عبد الرحمن السديري الخيرية. ISBN:9789960959948. OCLC:457890305.
- الجهاز المركزي للتعبئة العامة والإحصاء (2006). محافظة الغربية. النتائج النهائية للتعداد العام (نُشِر في مايو 2008).{{استشهاد بكتاب}}:  صيانة الاستشهاد: ref duplicates default (link)
- مصلحي، فتحي محمد (2007). "مدينة طنطا". المدن المصرية. إشراف: أحمد علي إسماعيل. المجلس الأعلى للثقافة. ج. 2، القسم الأول.{{استشهاد بكتاب}}:  صيانة الاستشهاد: ref duplicates default (link)
- إسماعيل، حمادة (2008). انتفاضة 1935 بين وثبة القاهرة وغضبة الأقاليم (ط. 2). دار الشروق.
- عبد الرحمن، محمود عباس أحمد (2008). أثار العصر الحديث علم وتراث. الدار العالمية للنشر والتوزيع. OCLC:212474711.
- شمس الدين نجم، زين العابدين (2009). مصر في عهدى عباس وسعيد. دار الشروق. ISBN:9789770920954. OCLC:949590813.
- بابتي، عزيزة فوال (2009). موسوعة الأعلام (العرب والمسلمين والعالميين) 1-4. دار الكتب العلمية. ج. 3. OCLC:1369240822.
- علي، عرفة عبده (2010). يهود مصر منذ الخروج الأول إلى الخروج الثاني. القاهرة: الهيئة العامة لقصور الثقافة.
- مذكرات عبد الرحمن فهمي يوميات السياسة المصرية (PDF). إشراف وتحقيق: يونان لبيب رزق، تحقيق: مشئولة عطية على وآمنة حجازي عبده (ط. 4). القاهرة: مطبعة دار الكتب والوثائق القومية. 2011.{{استشهاد بكتاب}}:  صيانة الاستشهاد: آخرون (link)
- الدالي، محمد صبري (2012). التصوف وأيامه دور المتصوف في تاريخ مصر الحديث. دار الكتب والوثائق القومية. ISBN:9789771809494.
- الشهاوي، صلاح عبد الستار محمد (31 يناير 2012). "طنطا عاصمة محافظة الغربية زهرة وادي النيل وعروس الدلتا". التفاهم. سلطنة عمان: وزارة الأوقاف والشؤون الدينية. ج. 10 ع. 35.
- عثمان، حسام الدين إبراهيم (2012). موسوعة دول العالم (ط. 1). دار العلوم لنشر والتوزيع. ISBN:9796500154770. OCLC:1404390205.
- قناوى، عبد الرحيم (2013). العشوائيات مشاكل وحلول. مكتبة الأنجلو المصرية. OCLC:1227862308.
- علي، محمد عباس محمد (2014). البيئة المصرية وأثرها على إبداعات فناني الجرافيك المعاصرين. عمان: دار جليس الزمان. ISBN:9796500016085. OCLC:1230060266.
- السيد، فؤاد صالح (2015). أعظم الأحداث المعاصرة (1900 - 2014 م). المنهل. OCLC:1184007992.
- محمد خير رمضان يوسف (2016)، تتمة الأعلام: وَفَيَات 1976-2013 (ط. 4)، عدن: دار الوفاق للدراسات و النشر، OCLC:1048305227، QID:Q115012904
- الجهاز المركزي للتعبئة العامة والإحصاء (2017). محافظة الغربية السكان والظروف سكنية. النتائج النهائية للتعداد العام للسكان والإسكان والمنشآت.{{استشهاد بكتاب}}:  صيانة الاستشهاد: ref duplicates default (link)
- حسن، سليم (2017) [1957]. موسوعية مصر القديمة. مؤسسة هنداوي. ج. 12. ISBN:9781527316256.
- الشريف، عمر (2017). أعلام منسية من أرض الغربية. ببلومانيا للنشر والتوزيع.
- ياسر، أيوب (2018). مصر وكرة القدم التاريخ الحقيقي... أين وكيف بدأت الحكاية (ط. 1). الدار المصرية اللبنانية. ISBN:9789777951876. OCLC:1051179485.{{استشهاد بكتاب}}:  صيانة الاستشهاد: التاريخ والسنة (link)
- قاسم، محمود (2020). موسوعة الممثل في السينما العربية (ط. 1). E-Kutub Ltd. ج. 1. ISBN:9781780585482.
- قاسم، محمود (2020). موسوعة الممثل في السينما العربية (ط. 1). لندن: E-Kutub Ltd. ج. 2. ISBN:9781780585499.
- الملاح، إيهاب (2021). على أجنحة السرد. منشورات إيبيدي. ISBN:9789776748873. OCLC:1261776862.
- عمر، جمال (2022) [2013]. أنا نصر أبو زيد. مؤسسة هنداوي. ISBN:9781527329607.
- الجهاز المركزي للتعبئة العامة والإحصاء (2024). باب الجغرافيا والمناخ. الكتاب الإحصائي السنوي.{{استشهاد بكتاب}}:  صيانة الاستشهاد: ref duplicates default (link)
- آمال أبو شهاب؛ زكريا يحيى (2024). الجري وراء النصوص (ط. 1). عمان: دار الخليج للنشر والتوزيع. OCLC:10264550712.

القرارات الحكومية
- "قرار رئيس الجمهورية العربية المتحدة رقم 1755 لسنة 1960". الجريدة الرسمية (نُشِر في 7 نوفمبر 1960). ع. 254. 12 أكتوبر 1960. ص. 1957. مؤرشف من الأصل في 2023-03-11.
- "قرار جمهورية مصر العربية بالقانون رقم 49 لسنة 1972" (PDF). الجريدة الرسمية. أكتوبر 1972. مؤرشف من الأصل (PDF) في 2016-12-26.
- "قانون رقم 54 لسنة 1973" (PDF). الجريدة الرسمية. ع. 31. 2 أغسطس 1973. مؤرشف من الأصل (PDF) في 2016-12-26.
- "قرار رئيس جمهورية مصر العربية رقم 914 لعام 1978". الجريدة الرسمية. 30 ديسمبر 1978.
- "قرار رئيس مجلس الوزراء رقم 1076 لسنة 2012". الجريدة الرسمية (نُشِر في 1 نوفمبر 2012). ع. 44. 17 أكتوبر 2012. مؤرشف من الأصل في 2025-03-01.
- "قرار وزراي رقم 352 لسنة 2017". الوقائع المصرية (نُشِر في 23 مارس 2017). ع. 69. 16 فبراير 2017. مؤرشف من الأصل في 2025-03-02.

الدوريات
- أحمد محمد الخطيب (1955). "مخطوطات المكتبة الأحمدية بطنطا". مجلة معهد المخطوطات العربية. ج. 1 ع. 1: 70. ISSN:1110-2209. QID:Q132954354.
- عبد التواب، عبد الرحمن (1 مايو 1957). "قائمة مخطوطات دار الكتب البلدية بطنطا". مجلة معهد المخطوطات العربية. مصر ع. 3: 237. مؤرشف من الأصل في 2024-03-25.{{استشهاد بدورية محكمة}}:  صيانة الاستشهاد: ref duplicates default (link)
- بركات، رباب (2013). مؤشرات المرصد الحضري لمدينتي طنطا والسنطة (رسالة ماجستير thesis). إشراف: أحمد حسن إبراهيم. القاهرة: كلية الآداب جامعة القاهرة. مؤرشف من الأصل في 2025-04-05.{{استشهاد بأطروحة}}:  صيانة الاستشهاد: ref duplicates default (link)
- أحمد عثمان الخولى؛ معاذ على بسطويسى؛ سامية فاضل ابراهيم؛ أسماء مصطفى الشامي (20 أبريل 2016). "تحليل وتقييم إمكانية التكثيف العمراني لاستيعاب النمو المستقبلي في مدن الدلتا دراسة تحليلية للهيكل العمراني واسعار الآراضي" (PDF). مجلة البحوث الحضرية. كلية التخطيط العمراني والإقليمي، جامعة القاهرة. مؤرشف من الأصل (PDF) في 2023-08-04.
- أوتوشي، تيتسويا (يناير 2017). "التصوف كما يتجلى في كتب الزيارة وجبانات القاهرة". ذاكرة مصر. ترجمة: أسعد، شريهان. مكتبة الإسكندرية ع. 28.{{استشهاد بدورية محكمة}}:  صيانة الاستشهاد: ref duplicates default (link)
- الشوربجي، راویة محسوب النبي عبد الجلیل (1 أبريل 2016). "الزحف العمراني على الأراضي الزراعیة في مدینة طنطا: دراسة جغرافیة". مجلة بحوث الشرق الأوسط. ج. 1 ع. 37: 89–136. DOI:10.21608/mercj.2016.78977. ISSN:2536-9504. مؤرشف من الأصل في 2024-12-07.{{استشهاد بدورية محكمة}}:  صيانة الاستشهاد: ref duplicates default (link)
- الحبشي، علاء الدين علوي؛ جبل، الزهراء عبد الوهاب محمد (1 يناير 2018). "مدینة طنطا التاریخیة قیم عمرانیة وإدراجها في خطط التنمیة المستقبلیة". ERJ. Engineering Research Journal. ج. 41 ع. 1: 57–65. DOI:10.21608/erjm.2018.66292. ISSN:1110-1180. مؤرشف من الأصل في 2025-04-05.
- علام، صلاح السید عبد العال (1 سبتمبر 2019). "تطور التقسیم الإداری للقطر المصری (1941 - 1960م)". مجلة كلیة اللغة العربیة بأسيوط. ج. 38 ع. 2: 2046–2047. DOI:10.21608/jfla.2019.67913. ISSN:2636-2708. مؤرشف من الأصل في 2024-12-02.{{استشهاد بدورية محكمة}}:  صيانة الاستشهاد: ref duplicates default (link)
- صقر، مياده محمد أحمد؛ أحمد عبده، سعید؛ عبد القوي، أحمد (1 ديسمبر 2019). "مقومات الصناعات الغذائیة في محافظة الغربیة". مجلة البحث العلمی فی الآداب. ج. 5 ع. 10: 161–183. DOI:10.21608/jssa.2019.75485. ISSN:2356-833X. مؤرشف من الأصل في 2024-03-10.
- حبیب، أحمد (1 يناير 2021). "التحليل المكاني لخدمة الصراف الآلي في مدینة طنطا باستخدام نظم المعلومات الجغرافية GIS". حولیة كلیة الآداب ـ جامعة بنى سویف. ج. 10 ع. 8: 9. DOI:10.21608/jbsu.2021.142041. ISSN:2314-8179. مؤرشف من الأصل في 2021-01-30.
- بسطويسي، منى؛ عبد السلام، فيصل (1 أكتوبر 2022). "إعادة تشكيل النسق العمراني المصري في ضوء التكتلات العمرانية (إقليم الدلتا كنموذج)". ERJ. Engineering Research Journal. ج. 45 ع. 4: 640. DOI:10.21608/erjm.2022.144443.1192. ISSN:1110-1180. مؤرشف من الأصل في 2025-03-02.
- جمعة، شيماء (1 يوليو 2024). "تقييم كفاءة خدمات التعليم قبل الجامعي في محافظة الغربية باستخدام تقنية نظم المعلومات الجغرافية". المجلة العلمية لكلیة الآداب-جامعة أسیوط. ج. 31 ع. 91: 550–610. DOI:10.21608/aakj.2024.293578.1771. ISSN:2537-0030. مؤرشف من الأصل في 2024-12-19.{{استشهاد بدورية محكمة}}:  صيانة الاستشهاد: ref duplicates default (link)

باللغات الأجنبية
- Karl, Baedeker (1885). Egypt: Handbook for Travellers : Part First, Lower Egypt, with the Fayum and the Peninsula of Sinai (بالإنجليزية). Harvard: Karl Baedeker. pp. 151.
- Daressy, Georges (1922). "Les emplacements de la ville de Taoua". Annales du Service des Antiquités de l’Egypte (بالفرنسية). 22: 185–192. ISSN:1687-1510.
- Gauthier, Henri (1923). "A travers la Basse-Égypte". Annales du Service des Antiquités de l’Egypte (بالفرنسية). 23: 68–72, insbesondere S. 71 f. (XVII. — Deux monuments d’Amasis dans la région de Tanta). ISSN:1687-1510.
- Huston, Perdita (2001). Families as We are: Conversations from Around the World (بالإنجليزية). Feminist Press at CUNY. p. 63. ISBN:9781558612501. streets in Tanta Egypt.
- Peust, Carsten (2010). Die Toponyme vorarabischen Ursprungs im modernen Ägypten (بالألمانية). p. 94.
- Di Felice, Gino (2018). Chess International Titleholders, 1950-2016 (بالإنجليزية). McFarland. p. 14. ISBN:9781476633619. OCLC:1475394248.